# Lijst van afleveringen van Charmed

Charmed

Dit is een lijst van afleveringen van Charmed, een Amerikaanse tv-serie over de zusjes Halliwell, moderne heksen.

## Overzicht
| Seizoen | Aantal afleveringen | Uitgezonden                     | Verschijningsdatum dvd |  |
| ------- | ------------------- | ------------------------------- | ---------------------- |  |
| 1       | 22                  | 7 oktober 1998 – 26 mei 1999    | 6 juni 2005            |  |
| 2       | 22                  | 30 september 1999 – 18 mei 2000 | 1 augustus 2005        |  |
| 3       | 22                  | 5 oktober 2000 – 17 mei 2001    | 3 oktober 2005         |  |
| 4       | 22                  | 4 oktober 2001 – 16 mei 2002    | 21 november 2005       |  |
| 5       | 23                  | 22 september 2002 – 11 mei 2003 | 6 maart 2006           |  |
| 6       | 23                  | 28 september 2003 – 16 mei 2004 | 3 april 2006           |  |
| 7       | 22                  | 12 september 2004 – 22 mei 2005 | 5 juni 2006            |  |
| 8       | 22                  | 25 september 2005 – 21 mei 2006 | 20 april 2007          |  |

## Seizoen 1: 1998-1999
| Nr. in serie | Nr. in seizoen | Titel                                  | Regisseur           | Schrijver                                                    | Uitzenddatum VS  |  |
| --- | -------------- | -------------------------------------- | ------------------- | ------------------------------------------------------------ | ---------------- |  |
| 1 | 1              | Something Wicca This Way Comes         | John T. Kretchmer   | Constance M. Burge                                           | 7 oktober 1998   |  |
| Herenigd in het Victoriaans landhuis waar ze opgegroeid zijn, ontdekken de zussen Prue, Piper en Phoebe Halliwell dat ze heksen zijn wanneer Phoebe een spreuk opleest uit het Boek der Schaduwen. Hun nieuwe krachten moeten echter een geheim blijven, terwijl inspecteur Andy Trudeau, de ex-vriend van Prue, een seriemoordenaar zoekt wiens slachtoffers allemaal heksen lijken te zijn. |                |                                        |                     |                                                              |                  |  |
| |                |                                        |                     |                                                              |                  |  |
| 2 | 2              | I've Got You Under My Skin             | John T. Kretchmer   | Brad Kern                                                    | 14 oktober 1998  |  |
| Terwijl ook Piper en Prue wennen aan hun nieuwe magische krachten, kan Phoebe het niet laten om een blik in de toekomst te werpen. Bovendien ontmoet ze een fotograaf, die een demoon blijkt te zien die zich voedt met de jeugd van jonge vrouwen om zelf jong te blijven. |                |                                        |                     |                                                              |                  |  |
| |                |                                        |                     |                                                              |                  |  |
| 3 | 3              | Thank You for Not Morphing             | Ellen Pressman      | Chris Levinson & Zack Estrin                                 | 21 oktober 1998  |  |
| De zusjes krijgen een bezoek van hun vervreemde vader Victor, maar Prue kan hem niet vergeven. Victor wil zijn dochters beschermen tegen de gevaren die hun krachten met zich meebrengen en probeert hun Boek der Schaduwen te stelen. Hierdoor lijkt het echter alsof hij samenwerkt met de nieuwe buren, gedaanteverwisselaars, die ook het Boek proberen te stelen. |                |                                        |                     |                                                              |                  |  |
| |                |                                        |                     |                                                              |                  |  |
| 4 | 4              | Dead Man Dating                        | Richard Compton     | Javier Grillo-Marxuach                                       | 28 oktober 1998  |  |
| De geest van Mark Chao vraagt de zusjes om hulp: zijn vermoorde lichaam moet begraven worden voor een oude Chinese geest, Yama, zijn ziel kan claimen. Ook hoopt hij dat ze hem kunnen helpen om zijn moordenaar, een gangster die zijn eigen dood in scène wou zetten om aan de politie te ontsnappen, kunnen strikken. Phoebe gaat aan de slag als helderziende in een hotel en moet een sceptische man ervan overtuigen dat haar visioen over een naderend auto-ongeluk echt klopt. |                |                                        |                     |                                                              |                  |  |
| |                |                                        |                     |                                                              |                  |  |
| 5 | 5              | Dream Sorcerer                         | Nick Marck          | Constance M. Burge                                           | 4 november 1998  |  |
| Prues slaap wordt verstoord door rare dromen waar ze gestalkt worden door een man in een rolstoel. Deze man blijkt vrouwen te vermoorden in hun dromen wanneer ze hem afwijzen omwille van zijn handicap. Ondertussen voert Phoebe een spreuk uit om perfecte mannen te vinden voor haar en Piper, maar de spreuk werkt iets te goed, waardoor de mannen opdringerig worden. |                |                                        |                     |                                                              |                  |  |
| |                |                                        |                     |                                                              |                  |  |
| 6 | 6              | The Wedding from Hell                  | Richard Ginty       | Greg Elliot & Michael Perricone                              | 11 november 1998 |  |
| Alison Michaels, die op het punt staat te trouwen, wordt plaats aan de kant geschoven door haar verloofde en zijn familie, en vervangen door Jade D'Mon. Via Pipers cateringbedrijf komen de zussen erachter dat Jade een demonische deal heeft gesloten met de moeder van de bruidegom. De zussen en Alison moeten samenwerken om de bruiloft te stoppen en te voorkomen dat Jade haar plan om nakomelingen te verwekken kan uitvoeren. |                |                                        |                     |                                                              |                  |  |
| |                |                                        |                     |                                                              |                  |  |
| 7 | 7              | The Fourth Sister                      | Gilbert Adler       | Edithe Swensen                                               | 18 november 1998 |  |
| Een jonge heks genaamd Aviva wordt bevriend met Phoebe in de hoop om bij de zussen te kunnen horen, maar zonder haar medeweten is ze een pion in het plan van de kwade tovenares Kali. Prue is achterdochtig tegenover Aviva en vermoedt dat er meer aan de hand is, maar Phoebe stelt zich beschermend op. |                |                                        |                     |                                                              |                  |  |
| |                |                                        |                     |                                                              |                  |  |
| 8 | 8              | The Truth Is Out There... And It Hurts | James A Contner     | Zack Estrin & Chris Levinson                                 | 25 november 1998 |  |
| Phoebe krijgt een visioen van een heksenmeester die verschillende personen vermoordt. Al snel blijkt hij uit de toekomst te komen, in de hoop om alle personen te doden die in zijn toekomst geleid hebben tot de ontwikkeling van een vaccin tegen heksenmeesters. Prue spreekt een waarheidsspreuk uit over Andy om te ontdekken hoe hij op haar geheim zou reageren. |                |                                        |                     |                                                              |                  |  |
| |                |                                        |                     |                                                              |                  |  |
| 9 | 9              | The Witch Is Back                      | Richard Denault     | Sheryl J. Anderson                                           | 16 december 1998 |  |
| Matthew Tate, een heksenmeester die vervloekt werd door Melinda Warren, de voorouder van de zussen, wordt per ongeluk bevrijd uit een medaillon door Prue. Matthew wil wraak nemen op Melinda door al haar afstammelingen uit te roeien, waardoor de zussen Melinda moeten oproepen voor hulp. Prues bazen, Rex en Hannah, blijken er een geheime identiteit op na te houden. |                |                                        |                     |                                                              |                  |  |
| |                |                                        |                     |                                                              |                  |  |
| 10 | 10             | Wicca Envy                             | Mel Damski          | Brad Kern & Sheryl J. Anderson                               | 13 januari 1999  |  |
| Rex gebruikt zijn krachten om Prue een tiara te laten stelen, en er zo voor te zorgen dat ze in de gevangenis belandt. Zo wil hij de zussen chanteren om hun krachten aan hem te geven. De zussen proberen een ontsnappingspoging te organiseren. Ook Leo, de klusjesman van het landhuis, blijkt over magische krachten te beschikken. |                |                                        |                     |                                                              |                  |  |
| |                |                                        |                     |                                                              |                  |  |
| 11 | 11             | Feats of Clay                          | Kevin Inch          | Michael Perricone, Greg Elliot, Chris Levinson & Zack Estrin | 20 januari 1999  |  |
| Clay, de ex van Phoebe uit New York, komt naar San Francisco met een mysterieuze Egyptische urne. Hij wil dat Prue deze urne verkoopt op een veiling op haar werk. Prue ontdekt echter al snel dat de urne vervloekt is en al vele slachtoffers gemaakt heeft. |                |                                        |                     |                                                              |                  |  |
| |                |                                        |                     |                                                              |                  |  |
| 12 | 12             | The Wendigo                            | James L. Conway     | Edithe Swensen                                               | 3 februari 1999  |  |
| Piper wordt aangevallen door een wreed weerwolf-achtig beest, dat later een Wendigo blijkt te zijn. Piper wordt gered door Billy, wiens verloofde gedood is door het beest en nu op wraak uit is. Ook de politie gaat op zoek naar het beest, en krijgt assistentie van Ashley Fallon, een FBI-agente die al enige tijd op zoek is naar de Wendigo. |                |                                        |                     |                                                              |                  |  |
| |                |                                        |                     |                                                              |                  |  |
| 13 | 13             | From Fear to Eternity                  | Les Sheldon         | Tony Blake & Paul Jackson                                    | 10 februari 1999 |  |
| Barbas, de demoon van angst, probeert op vrijdag de 13e 13 heksen zich dood te laten schrikken. Hiervoor gebruikt hij zijn krachten om de grootste angsten van zijn slachtoffers tot leven te wekken. Al snel richt hij zijn pijlen op de Charmed Ones. |                |                                        |                     |                                                              |                  |  |
| |                |                                        |                     |                                                              |                  |  |
| 14 | 14             | Secrets and Guys                       | James A. Contner    | Constance M. Burge & Sheryl J. Anderson                      | 17 februari 1999 |  |
| Prue krijgt een magische hulpkreet van jonge heks genaamd Max, die gedwongen wordt door twee dieven om een bank te beroven met zijn krachten. De vader van Max probeert te helpen te helpen, maar wordt neergeschoten. Ondertussen ontdekt Phoebe dat Leo krachten heeft en een Whitelighter is, een beschermengel voor heksen, en dat zijn liefde voor Piper tegen de regels van zijn bazen, de Elders, is. |                |                                        |                     |                                                              |                  |  |
| |                |                                        |                     |                                                              |                  |  |
| 15 | 15             | Is There a Woogy in the House?         | John T. Kretchmer   | Zack Estrin & Chris Levinson                                 | 24 februari 1999 |  |
| Phoebe wordt bezeten door de "Woogyman", die haar tegen haar zussen opzet en het huis tegen Prue en Piper keert. Wanneer er onschuldigen mee bemoeid geraken, moeten Prue en Piper hun best doen om terug in hun huis te raken om Phoebe te redden en de Woogyman te verslaan. |                |                                        |                     |                                                              |                  |  |
| |                |                                        |                     |                                                              |                  |  |
| 16 | 16             | Which Prue Is It, Anyway?              | John Behring        | Javier Grillo-Marxuach                                       | 3 maart 1999     |  |
| Wanneer Phoebe een visioen heeft waarin Prue doodgestoken wordt, blijkt een Oorlogsmeester genaamd Gabriel eropuit te zijn om Prue te vermoorden, zoals hij een oudtante van de zusjes vermoord heeft. Om zich te beschermen spreekt Prue een spreuk uit om haar krachten te verdrievoudigen, maar als resultaat krijgt ze twee klonen van zichzelf. |                |                                        |                     |                                                              |                  |  |
| |                |                                        |                     |                                                              |                  |  |
| 17 | 17             | That '70s Episode                      | Richard Denault     | Sheryl J. Anderson                                           | 7 april 1999     |  |
| Een krachtige heksenmeester duikt op en beweert een pact te hebben gemaakt met de moeder van de meisjes, waarbij hij haar leven zou sparen in ruil voor de krachten van de zussen. De zussen vluchten naar de jaren 70 en proberen te voorkomen dat hun moeder het pact maakt. Penny, hun grootmoeder, gelooft echter dat zij zelf demonen zijn, en doet er alles aan om haar kleindochters te beschermen. De zussen, zonder krachten in het verleden, kunnen de hulp van hun jongere zelf echter goed gebruiken. |                |                                        |                     |                                                              |                  |  |
| |                |                                        |                     |                                                              |                  |  |
| 18 | 18             | When Bad Warlocks Turn Good            | Kevin Inch          | Edithe Swensen                                               | 28 april 1999    |  |
| De Charmed Ones helpen een man genaamd Brendan die een priester wil worden om ervoor te zorgen dat hij geen heksenmeester wordt zoals zijn broers. Die beginnen echter mensen aan te vallen van wie Brendan houdt om hem te dwingen zijn donkere kant te accepteren. |                |                                        |                     |                                                              |                  |  |
| |                |                                        |                     |                                                              |                  |  |
| 19 | 19             | Out of Sight                           | Craig Zisk          | Tony Blake & Paul Jackson                                    | 5 mei 1999       |  |
| Wanneer Prue een kidnapping probeert te stoppen, ziet een reporter dat ze haar kracht gebruikt. Phoebe en Piper ontdekken dat de demonen die het kind wouden ontvoeren Grimlocks zijn. Zij stelen het zicht van kinderen en voelen het aura van mensen, waarmee ze hen kunnen wurgen. Met de reporter op hun hielen moeten ze het ontvoerde kind terugvinden en proberen de demonen te verslaan. |                |                                        |                     |                                                              |                  |  |
| |                |                                        |                     |                                                              |                  |  |
| 20 | 20             | The Power of Two                       | Elodie Keene        | Brad Kern                                                    | 12 mei 1999      |  |
| De geest van een seriemoordenaar ontsnapt uit Alcatraz en wil zich wreken op rechter en de jury die hem veroordeelden. Nu Piper op Hawaii zit, moeten Prue en Phoebe proberen de geest met z'n tweeën te stoppen. |                |                                        |                     |                                                              |                  |  |
| |                |                                        |                     |                                                              |                  |  |
| 21 | 21             | Love Hurts                             | James Whitmore, Jr. | Chris Levinson, Zack Estrin & Javier Grillo-Marxuach         | 19 mei 1999      |  |
| Een gewonde Leo duikt op in het landhuis en vraagt de zussen een onschuldige vrouw te beschermen. Daisy wordt gestaakt door een Darklighter, een soort demoon die vergiftigde pijlen gebruikt om (toekomstige) Whitelighters te vermoorden, die verliefd op haar is geworden. Leo is zelf verwond door zijn pijl, en om hem te kunnen helen met zijn eigen krachten spreekt Piper een spreuk uit om van krachten te wisselen. De spreuk wisselt echter ook de krachten van Prue en Phoebe. Terwijl Piper het moeilijk heeft om te ontdekken hoe ze Leo's helende kracht kan gebruiken, moeten Prue en Phoebe elkaars krachten leren beheersen om de Darklighter op tijd te kunnen uitschakelen. |                |                                        |                     |                                                              |                  |  |
| |                |                                        |                     |                                                              |                  |  |
| 22 | 22             | Déjà Vu All Over Again                 | Les Sheldon         | Brad Kern & Constance M. Burge                               | 26 mei 1999      |  |
| Phoebe heeft een visioen waarin inspecteur Rodriguez, de partner van Andy, haar zussen aanvalt met demonische krachten. Prue wil Andy beschermen en waarschuwt hem, en de zussen slagen erin Rodriguez te verslaan. Zonder dat de zussen het echter beseffen, heeft Rodriguez hulp van de demoon Tempus, die de tijd blijft terugdraaien tot Rodriguez in zijn opzet slaagt om alle 3 de zussen te vermoorden. |                |                                        |                     |                                                              |                  |  |
| |                |                                        |                     |                                                              |                  |  |

## Seizoen 2: 1999-2000
| Nr. in serie | Nr. in seizoen | Titel                                | Regisseur          | Schrijver                               | Uitzenddatum VS   |  |
| --- | -------------- | ------------------------------------ | ------------------ | --------------------------------------- | ----------------- |  |
| 23 | 1              | Witch Trial                          | Craig Zisk         | Brad Kern                               | 30 september 1999 |  |
| Een demoon genaamd Abraxas steelt het Boek der Schaduwen en maakt bepaalde spreuken ongedaan. Daardoor worden demonen die de zussen al eens vernietigd hebben, weer tot leven gewekt. Zonder het Boek in hun bezit is het echter een hele uitdaging voor de zussen om zich te herinneren hoe ze die demonen ook alweer verslagen hebben. Ondertussen krijgen de zussen ook nog eens nieuwe buren, Jenny en haar nonkel Dan Gordon, en vieren de zussen hun eenjarig heksenbestaan, die toevallig samenvalt met een equinox. |                |                                      |                    |                                         |                   |  |
| |                |                                      |                    |                                         |                   |  |
| 24 | 2              | Morality Bites                       | John Behring       | Chris Levinson & Zack Estrin            | 7 oktober 1999    |  |
| Prue en Piper gebruiken hun krachten om ervoor te zorgen dat een buurman stopt met zijn hond te laten poepen op hun stoep. Phoebe krijgt een visioen waarin ze verbrand wordt. Om te ontdekken waarom, spreken de zussen een spreuk uit die hen naar het jaar 2009 brengt. In de toekomst is Prue blond en eigenaresse van het veilinghuis, heeft Piper een dochter en is ze gescheiden van Leo, en zit Phoebe in de gevangenis met een executie in het vooruitzicht omdat ze haar krachten gebruikte om een man te vermoorden. Prue en Piper moeten een manier zien te bedenken om Phoebe te helpen ontsnappen, zonder zelf gepakt te worden bij de moderne heksenjacht. |                |                                      |                    |                                         |                   |  |
| |                |                                      |                    |                                         |                   |  |
| 25 | 3              | The Painted World                    | Kevin Inch         | Constance M. Burge                      | 14 oktober 1999   |  |
| Prue ontdekt mysterieuze woorden op een schilderij in het veilinghuis, en wordt opgesloten in het kasteel op dat schilderij wanneer ze woorden opleest. In het kasteel vindt ze een man. Om te ontsnappen moeten ze een manier bedenken om Prues zussen te contacteren. Wanneer de man niet zo onschuldig blijkt als eerst gedacht en Piper ook in het schilderij belandt, is Phoebe, die een slimheidsspreuk heeft uitgevoerd, de enige die hen nog kan redden. |                |                                      |                    |                                         |                   |  |
| |                |                                      |                    |                                         |                   |  |
| 26 | 4              | The Devil's Music                    | Richard Compton    | David Slimkins                          | 21 oktober 1999   |  |
| Phoebe en Prue lenen Piper geld om haar nieuwe nachtclub, P3, te kunnen financieren. Leo zorgt ervoor dat de band Dishwalla komt optreden, omdat de manager van de band een pact gesloten heeft met Masselin, een demoon die de manager roem verzekert in ruil voor zielen van onschuldigen. Ook inspecteur Darryl Morris vermoedt dat de manager van de band betrokken is bij verscheidene verdwijningen van fans van de band. |                |                                      |                    |                                         |                   |  |
| |                |                                      |                    |                                         |                   |  |
| 27 | 5              | She's a Man, Baby, a Man!            | Martha Mitchell    | Javier Grillo-Marxuach                  | 4 november 1999   |  |
| Phoebe heeft erotische dromen die steeds eindigen met het vermoorden van haar minnaars. Na enig onderzoek blijkt Phoebe een psychische verbinding te hebben met de Succubus, een demoon die mannen vermoordt door hun testosteron op te zuigen. Wanneer de zussen een spreuk uitspreken om de Succubus te vinden, verandert Prue in een man. |                |                                      |                    |                                         |                   |  |
| |                |                                      |                    |                                         |                   |  |
| 28 | 6              | That Old Black Magic                 | James L. Conway    | Valerie Mayhew & Vivian Mayhew          | 11 november 1999  |  |
| Enkele filmstudenten bevrijden per ongeluk een boosaardige heks, die na meer dan 200 jaar gevangenschap op jacht gaat naar haar magische staf. Kyle, de Chosen One, blijkt de enige te zijn die haar van haar doel kan weerhouden, maar als tiener hecht Kyle weinig geloof aan het verhaal van de Charmed Ones en komt hij flink wat zelfvertrouwen te kort. Ondertussen knoopt Piper een relatie aan met buurman Dan, wat voor spanningen tussen haar en Leo zorgt. |                |                                      |                    |                                         |                   |  |
| |                |                                      |                    |                                         |                   |  |
| 29 | 7              | They're Everywhere!                  | Mel Damski         | Sheryl J. Anderson                      | 18 november 1999  |  |
| Een duo kennis-stelende heksenmeesters maken jacht op Eric, die locatie van een enorme krachtbon ontdekte aan de hand van oude, mysterieuze geschriften. Ondertussen hebben Prue en Piper hun handen vol met Jack Sheridan en Dan, want ze beginnen te geloven dat die weleens demonen zouden kunnen zijn. |                |                                      |                    |                                         |                   |  |
| |                |                                      |                    |                                         |                   |  |
| 30 | 8              | P3 H2O                               | John Behring       | Chris Levinson & Zack Estrin            | 9 december 1999   |  |
| Prue, getraumatiseerd na het aanschouwen van de verdrinkingsdood van haar moeder als kind, moet haar angst opzijschuiven zodat de zussen de waterdemon kunnen vernietigen die verantwoordelijk is voor hun moeders dood. De kampplaats waar Patty verdronk opent namelijk weer zijn deuren, waardoor een groep kinderen het risico loopt slachtoffer te worden van de demoon. Bij hun missie ontmoeten de zussen Sam Wilder, de Whitelighter van hun moeder, die ook haar minnaar blijkt geweest te zijn. |                |                                      |                    |                                         |                   |  |
| |                |                                      |                    |                                         |                   |  |
| 31 | 9              | Ms. Hellfire                         | Craig Zisk         | Sheryl J. Anderson & Constance M. Burge | 13 januari 2000   |  |
| Na een poging tot moord op de zussen, wordt Prue gedwongen om undercover te gaan als de huurmoordenares, gekend als Ms. Hellfire. De grenzen tussen Prue en haar nieuwe identiteit vervagen wanneer ze flirt met Bane Jessup, een gangster die de moordenares inhuurde. Bane blijkt echter te werken voor een oude bekende van de zusjes: Barbas, de demon van angst, die weer een kans heeft om terug te keren uit de verdoemenis. |                |                                      |                    |                                         |                   |  |
| |                |                                      |                    |                                         |                   |  |
| 32 | 10             | Heartbreak City                      | Michael Zinberg    | David Simkins                           | 20 januari 2000   |  |
| Drazi, de demoon van haat, steelt de ring van een Cupido, en gebruikt die om nieuwe koppels uit elkaar te drijven. De Cupido heeft de help van de zussen nodig om de relaties te herstellen, want eenmaal alle relaties verbroken zijn die hij gestart heeft, zal de Cupido sterven. |                |                                      |                    |                                         |                   |  |
| |                |                                      |                    |                                         |                   |  |
| 33 | 11             | Reckless Abandon                     | Craig Zisk         | Javier Grillo-Marxuach                  | 27 januari 2000   |  |
| De zussen raken betrokken bij een familiekwestie. Een wraakzinnige geest wil alle mannelijke afstammelingen van een familie vermoorden om zijn onbeantwoorde liefde te wreken. Om de jongste man van de familie, baby Matthew, veilig te stellen, passen de zussen op hem in hun landhuis. |                |                                      |                    |                                         |                   |  |
| |                |                                      |                    |                                         |                   |  |
| 34 | 12             | Awakened                             | Anson Williams     | Valerie Mayhew & Vivian Mayhew          | 3 februari 2000   |  |
| Wanneer Piper een levensbedreigend virus oploopt, voeren Prue en Phoebe een spreuk uit om haar te doen ontwaken en haar leven te redden. Omdat de spreuk echter persoonlijk gewin is, heeft dit zo zijn gevolgen: de zussen kunnen niet meer slapen, en de ziekte verspreidt zich via een tot leven gewekt stuk speelgoed. De zussen worden verscheurd door een moeilijke keuze: Piper redden, of alle personen die geïnfecteerd raakten door de epidemie? |                |                                      |                    |                                         |                   |  |
| |                |                                      |                    |                                         |                   |  |
| 35 | 13             | Animal Pragmatism                    | Don Kurt           | Chris Levinson & Zack Estrin            | 10 februari 2000  |  |
| Een groepje eenzame vrouwen in Phoebes klas voeren een spreuk uit die drie dieren (een slang, een big en een konijn) in mannen verandert. Deze behouden echter hun dierlijke trekjes en veroorzaken al snel chaos in de stad. Prue went aan haar leven na haar ontslag en helpt Piper in de club. |                |                                      |                    |                                         |                   |  |
| |                |                                      |                    |                                         |                   |  |
| 36 | 14             | Pardon My Past                       | Jon Paré           | Michael Glaeson                         | 17 februari 2000  |  |
| Phoebe krijgt visioenen uit een van haar vorige levens uit de jaren 20, waarin zij en haar zussen nichtjes waren. In dat leven was Phoebe echter kwaadaardig en machtsbelust, waardoor haar nichtjes van plan waren haar en haar geliefde Anton (een heksenmeester) te vermoorden. Phoebe komt echter vast te zitten in het lichaam van haar vorig leven, waardoor zij vermoord dreigt te worden. Ondertussen, in het heden, verschijnt Anton, op zoek naar een nieuwe kans met zijn geliefde, die nu in Phoebes lichaam zit. |                |                                      |                    |                                         |                   |  |
| |                |                                      |                    |                                         |                   |  |
| 37 | 15             | Give Me a Sign                       | James A. Contner   | Sheryl J. Anderson                      | 24 februari 2000  |  |
| Een demoon genaamd Litvack draagt zij onderdanen op om Bane Jessup te vermoorden, omdat hij weet van het bestaan van demonen. Bane ontsnapt echter, en ontvoert Prue om haar te dwingen hem te beschermen. Ondertussen heeft Piper het moeilijk om te kiezen tussen Leo en Dan, zodat Phoebe een spreuk uitvoert die haar tekens moet geven om de juiste keuze te maken. |                |                                      |                    |                                         |                   |  |
| |                |                                      |                    |                                         |                   |  |
| 38 | 16             | Murphy's Luck                        | John Behring       | David Simkins                           | 30 maart 2000     |  |
| Prue redt het leven van Maggie Murphy, niet wetende dat zij het slachtoffer is van een Darklighter die zijn slachtoffers tot zelfmoord dwingt door hen te overladen met ongeluk. Door haar reddingsacties richt de Darklighter echter zijn pijlen op Prue, die al snel in een levensbedreigende depressie belandt. |                |                                      |                    |                                         |                   |  |
| |                |                                      |                    |                                         |                   |  |
| 39 | 17             | How to Make a Quilt Out of Americans | Kevin Inch         | Javier Grillo-Marxuach & Robert Masello | 6 april 2000      |  |
| Een groep oudere heksen, van wie een goed bevriend was met de oma van de zusjes, roepen een demoon op die hen hun jeugd kan teruggeven. In ruil hiervoor eist Cryto echter de krachten van de Charmed Ones. De heksen bedenken een gewiekst plan om de zusjes naar hen te lokken en hun krachten te stelen. |                |                                      |                    |                                         |                   |  |
| |                |                                      |                    |                                         |                   |  |
| 40 | 18             | Chick Flick                          | Michael Schultz    | Zack Estrin & Chris Levinson            | 20 april 2000     |  |
| Piper en Leo proberen een normale date te hebben, maar hun magische identiteiten verstoren hun plannen. Ondertussen brengt de demoon van illusie personages uit horrorfilms tot leven om de zusjes te vermoorden. De zusjes worden bijgestaan door Billy, een personage uit een van Phoebes lievelingsfilms. |                |                                      |                    |                                         |                   |  |
| |                |                                      |                    |                                         |                   |  |
| 41 | 19             | Ex Libris                            | Joel J. Feigenbaum | Peter Chomsky & Brad Kern               | 27 april 2000     |  |
| De zussen gaan op zoek naar Libris, een demoon die moord op een klasgenoot van Phoebe op zijn geweten heeft. Darlene, de vermoorde studente, kwam namelijk steeds dichter bij bewijs van zijn bestaan. Ondertussen ontdekt Dan dat Leo vroeger getrouwd was, en gaat op onderzoek uit naar Leo's verleden. Prue probeert een man te helpen wiens dochter vermoord is door een man die niet opgepakt kan worden bij gebrek aan getuigen. |                |                                      |                    |                                         |                   |  |
| |                |                                      |                    |                                         |                   |  |
| 42 | 20             | Astral Monkey                        | Craig Zisk         | David Simkins & Constance M. Burge      | 4 mei 2000        |  |
| Prue wordt belaagd door paparazzi wanneer ze als fotografe in contact komt met een bekende acteur en er roddels ontstaan dat de twee een relatie hebben. Ondertussen ontdekt de dokter die Piper behandelde bij haar ernstige ziekte bij proeven op apen dat het bloed van de zussen magische krachten bevat, en spuit zichzelf per ongeluk in met het bloed. Langzaamaan verliest hij zijn grip op de realiteit en verandert in een gevaarlijke moordenaar die organen steelt van misdadigers. |                |                                      |                    |                                         |                   |  |
| |                |                                      |                    |                                         |                   |  |
| 43 | 21             | Apocalypse, Not                      | Michael Zinberg    | Sanford Golden & Sheryl J. Anderson     | 11 mei 2000       |  |
| Een spreuk van de zussen loopt fout wanneer ze de vier ruiters van de Apocalyps willen vernietigen, en Prue en een van de ruiters belanden in een vortex. Piper en Phoebe moeten samenwerken met de drie overgebleven ruiters om Prue terug te krijgen, en ondertussen voorkomen dat de ruiters hun doel bereiken. |                |                                      |                    |                                         |                   |  |
| |                |                                      |                    |                                         |                   |  |
| 44 | 22             | Be Careful What You Witch For        | Shannen Doherty    | Chris Levinson, Zack Estrin & Brad Kern | 18 mei 2000       |  |
| Een djinn, gestuurd door de Triade om de krachten van de zussen te stelen, biedt elke zus een wens aan. Zich bewust van de gevaren en de achterbakse natuur van djinns weigeren ze, maar de djinn lokt hen alle drie in de val. Phoebe wenst per ongeluk voor een actieve kracht en krijgt de kracht om te vliegen, die echter gestolen blijkt te zijn van een drakenheksenmeester. Die wil zijn kracht terug, waardoor het leven van een magisch verjongde Prue in gevaar komt. Ondertussen ontdekt Dan het geheim van de zussen, maar Pipers wens zorgt ervoor dat hij op snel tempo veroudert.                                                                         |                |                                      |                    |                                         |                   |  |
| |                |                                      |                    |                                         |                   |  |

## Seizoen 3: 2000-2001
| Nr. in serie | Nr. in seizoen | Titel                               | Regisseur          | Schrijver                                                                      | Uitzenddatum VS  |  |
| --- | -------------- | ----------------------------------- | ------------------ | ------------------------------------------------------------------------------ | ---------------- |  |
| 45 | 1              | The Honeymoon's Over                | James L. Conway    | Brad Kern                                                                      | 5 oktober 2000   |  |
| Terwijl Piper en Leo al een maand weg zijn sinds ze vertrokken om de Elders te bezoeken, moeten Prue en Phoebe demonen bestrijden die sterfelijke moordenaars vrijuit laten gaan in de rechtszaal in ruil voor de zielen van hun slachtoffers. Ook de politie onderzoekt de zaak, en Phoebe wordt verliefd op Cole Turner, een officier van justitie. Cole heeft echter ook een demonische kant. Piper en Leo keren eindelijk terug met slecht nieuws: ze moeten hun relatie stopzetten, of de zussen krijgen een nieuwe Whitelighter. Leo besluit om Piper ten huwelijk te vragen, want zelfs de Elders kunnen een huwelijksband niet verbreken.                 |                |                                     |                    |                                                                                |                  |  |
| |                |                                     |                    |                                                                                |                  |  |
| 46 | 2              | Magic Hour                          | John Behring       | Zack Estrin & Chris Levinson                                                   | 12 oktober 2000  |  |
| De zussen helpen een vervloekt koppel: de man verandert in een uil overdag, en zijn vriendin een wolf 's nachts. Daardoor kunnen we nooit samenzijn. De vloek komt van de demonische baas van de vrouw, die verliefd op haar is en haar zo wil dwingen voor hem te kiezen. Piper en Leo proberen hun relatie en huwelijksplannen geheim te houden voor de Elders, waar Phoebe het moeilijk mee heeft. Zij vreest immers dat de Elders ook haar en Prue zullen straffen als ze het geheim ontdekken. |                |                                     |                    |                                                                                |                  |  |
| |                |                                     |                    |                                                                                |                  |  |
| 47 | 3              | Once Upon a Time                    | Joel J. Feigenbaum | Krista Vernoff                                                                 | 19 oktober 2000  |  |
| Piper is bezorgd dat ze Leo nooit meer zal terugzien. Prue en Phoebe helpen een jong meisje, Kate, dat haar uiterste best doet om een elfjesprinses te beschermen tegen kwaadaardige trollen. Om haar te helpen moeten ze echter het kind in zichzelf naar boven halen. Ondertussen probeert Cole om het Boek der Schaduwen te stelen in zijn demonische gedaante Belthazor. |                |                                     |                    |                                                                                |                  |  |
| |                |                                     |                    |                                                                                |                  |  |
| 48 | 4              | All Halliwell's Eve                 | Anson Williams     | Sheryl J. Anderson                                                             | 26 oktober 2000  |  |
| Op Halloween roept een heks uit het jaar 1670 de zussen terug in de tijd om een zwangere heks te redden van een kwaadaardige heks die het kind wil doen opgroeien in een kwaadaardige omgeving. De baby blijkt Melinda Warren te zijn, de voorouder van de zussen. Als hun missie faalt, zullen ze dus zelf kwaadaardig worden. Ook Cole reist terug in de tijd om de geboorte te voorkomen. In het heden moeten Leo and Darryl de Grimlocks op een afstand zien te houden, want zij zijn terug tot leven gewekt door de magie van Halloween. |                |                                     |                    |                                                                                |                  |  |
| |                |                                     |                    |                                                                                |                  |  |
| 49 | 5              | Sight Unseen                        | Perry Lang         | William Schmidt                                                                | 2 november 2000  |  |
| Prue is vastbesloten meer te weten te komen over The Triad, en denkt dat zij achter een aanval op het landhuis zitten waarbij persoonlijke spullen van de zussen verdwijnen. Na enkele rare voorvallen krijgt Darryl echter het vermoeden dat het ook om een menselijke stalker kan gaan. Piper kan zich niet concentreren wanneer ze met Leo in een romantische setting belandt omdat ze vreest dat de Elders toekijken. Ondertussen ontdekt Cole dat een onzichtbare demon, Troxa, probeert om de zussen te vermoorden. |                |                                     |                    |                                                                                |                  |  |
| |                |                                     |                    |                                                                                |                  |  |
| 50 | 6              | Primrose Empath                     | Mel Damski         | Daniel Cerone                                                                  | 9 november 2000  |  |
| Zonder dat ze het weet, volgt Prue tekens van Cole die haar leiden naar een ogenschijnlijke onschuldige, Vinceres, die een onverdraagzame pijn leidt omdat hij alle emoties van de stad kan voelen. Prue ontdekt dat hij de magische gave Empathie bezit, en spreekt een spreuk uit om hem te verlossen van zijn pijn, waardoor de gave op haar overdragen wordt. Dan blijkt dat Vinceres een demon is, die vervloekt is met de kracht, aangezien demonen emoties niet aankunnen. Phoebe, Piper en Leo vinden de originele bezitter van de kracht, die hen vertelt dat mensen die niet voorbestemd zijn om de kracht te ontvangen, hieraan onderdoor zullen gaan. |                |                                     |                    |                                                                                |                  |  |
| |                |                                     |                    |                                                                                |                  |  |
| 51 | 7              | Power Outage                        | Craig Zisk         | Monica Breen & Alison Schapker                                                 | 16 november 2000 |  |
| Om de Charmed Ones te vernietigen, roept Cole de hulp in van Andras, een demoon die woede kan vergroten tot razernij. Hij gebruikt zijn krachten op de zussen en in hun razernij gebruiken ze hun krachten op elkaar, waardoor hun band als Charmed Ones verbroken wordt en ze hun krachten verliezen. Hierdoor vormen ze een makkelijk doelwit voor Belthazor en The Triad. |                |                                     |                    |                                                                                |                  |  |
| |                |                                     |                    |                                                                                |                  |  |
| 52 | 8              | Sleuthing with the Enemy            | Noel Nosseck       | Peter Hume                                                                     | 14 december 2000 |  |
| Phoebe ontdekt dat Cole Belthazor is, en ook Prue en Piper komen er achter met behulp van een premiejager die jaagt op Belthazor na zijn moord op de Triad. Met haar zussen op haar hielen staat Phoebe voor een moeilijke keuze: haar vriend vernietigen, hoewel ze overtuigt is dat hij haar en haar zussen niets zal aandoen vanwege zijn liefde voor haar, of hem laten ontsnappen. |                |                                     |                    |                                                                                |                  |  |
| |                |                                     |                    |                                                                                |                  |  |
| 53 | 9              | Coyote Piper                        | Chris Long         | Krista Vernoff                                                                 | 11 januari 2001  |  |
| Op de dag van haar klasreünie wordt Piper bezeten door een kwaadaardige levensessentie die vlucht voor haar maker. Zij wil dat de Charmed Ones hem voor haar vernietigen, en brengt ondertussen een hele nieuwe kant naar boven in Piper. Wanneer haar maker vermoord is, besluit de essentie om in Pipers lichaam te blijven. Phoebe en Prue staan machteloos, want de enige manier om de essentie uit een lichaam te drijven is om dat lichaam te vermoorden. |                |                                     |                    |                                                                                |                  |  |
| |                |                                     |                    |                                                                                |                  |  |
| 54 | 10             | We All Scream for Ice Cream         | Allan Kroeker      | Chris Levinson & Zack Estrin                                                   | 18 januari 2001  |  |
| De zussen traceren een mysterieuze ijskar die kinderen ontvoerd. Na een reddingsactie blijken de kinderen echter niet zo onschuldig als gedacht. Ondertussen krijgen de zussen bezoek van hun vader Victor, wiens hulp ze nodig hebben om hun probleem met de ijskar op te lossen. |                |                                     |                    |                                                                                |                  |  |
| |                |                                     |                    |                                                                                |                  |  |
| 55 | 11             | Blinded by the Whitelighter         | David Straiton     | Nell Scovell                                                                   | 25 januari 2001  |  |
| Een Darklighter steelt heel specifieke krachten van heksen in een poging om Whitelighters voor eens en altijd uit de weg te ruimen. De Elders sturen Nathalie, een ijverige en strikte Whitelighter, naar de zussen en Leo om hen te helpen bij het verslaan van de Darklighter. Nathalies karakter zorgt echter voor wrijvingen tussen haar en de zussen, vooral wanneer ze kritiek heeft op de werkwijze van de zussen. |                |                                     |                    |                                                                                |                  |  |
| |                |                                     |                    |                                                                                |                  |  |
| 56 | 12             | Wrestling with Demons               | Joel J. Feigenbaum | Sheryl J. Anderson                                                             | 1 februari 2001  |  |
| Prue ontdekt dat een oude schoolvriend van haar meedoet met een opleidingsprogramma om een demon te worden. Zij en haar zussen doen hun best om Tom te redden uit de handen van de programmadirecteur, maar komen hierbij oog in oog te staan met demonische worstelaars. |                |                                     |                    |                                                                                |                  |  |
| |                |                                     |                    |                                                                                |                  |  |
| 57 | 13             | Bride and Gloom                     | Chris Long         | William Schmidt                                                                | 8 februari 2001  |  |
| Een priesteres en een demoon slagen erin om Prue in de val te lokken en haar te laten trouwen met de demoon. Hierdoor wordt Prue boosaardig, en via de Kracht van Drie volgen ook haar zussen. Terwijl Piper en Phoebe afgeleid zijn bij het ontdekken van hun nieuwe, kwaadaardige krachten, ziet de priesteres haar kans om het Boek der Schaduwen te stelen. |                |                                     |                    |                                                                                |                  |  |
| |                |                                     |                    |                                                                                |                  |  |
| 58 | 14             | The Good, the Bad and the Cursed    | Shannen Doherty    | Monica Breen & Alison Schapker                                                 | 15 februari 2001 |  |
| Phoebe bezoekt een verlaten stadje met haar vader, en ontdekt dat ze een psychische band heeft gevormd met een vroegere bewoner van het stadje, waardoor ze zijn pijn kan voelen. Cole en Prue reizen terug in de tijd naar het jaar 1873 en ontdekken dat het stadje vastzit in een tijdlus. Bo, de indiaan met wie Phoebe de band heeft, verzet zich tegen een lokale gangsterbende, waardoor die hem wil vermoorden. Om te voorkomen dat Phoebe hetzelfde lot ondergaat, moeten Cole en Prue de tijdlus zien te doorbreken. |                |                                     |                    |                                                                                |                  |  |
| |                |                                     |                    |                                                                                |                  |  |
| 59 | 15             | Just Harried                        | Mel Damski         | Daniel Cerone                                                                  | 22 februari 2001 |  |
| Op de dag van het huwelijk van Piper en Leo, zorgt een astrale Prue voor chaos. De astrale Prue heeft zich namelijk ontdaan van alle remmingen, en haar gevaarlijke gedrag kan het huwelijk ruïneren of ervoor zorgen dat ze in de gevangenis belandt. |                |                                     |                    |                                                                                |                  |  |
| |                |                                     |                    |                                                                                |                  |  |
| 60 | 16             | Death Takes a Halliwell             | Jon Paré           | Krista Vernoff                                                                 | 15 maart 2001    |  |
| Prue leert een harde les wanneer ze in contact komt met de Engel des Doods. Ondertussen is een demonisch duo op zoek naar sporen van Cole, en vermoorden alle kennissen van Cole om informatie te vergaren. |                |                                     |                    |                                                                                |                  |  |
| |                |                                     |                    |                                                                                |                  |  |
| 61 | 17             | Pre-Witched                         | David Straiton     | Chris Levinson & Zack Estrin                                                   | 22 maart 2001    |  |
| Piper en Leo hebben plannen om het huis te verlaten, maar hun verhuisplannen worden verstoord door Shadow, die zijn negen levens wil verliezen om een volwaardig heksenmeester te worden. Ondertussen tonen flashbacks hoe de grootmoeder van de zussen stierf, en welke impact haar dood had op hun relatie. |                |                                     |                    |                                                                                |                  |  |
| |                |                                     |                    |                                                                                |                  |  |
| 62 | 18             | Sin Francisco                       | Joel J. Feigenbaum | Nell Scovell                                                                   | 19 april 2001    |  |
| Een demoon gebruikt de zeven zonden tegen de zussen en Leo. Phoebe wordt geïnfecteerd met lust, Prue met trots, Piper met gulzigheid, en Leo met luiheid. Wanneer de zonden niet overwonnen worden, zorgen ze ervoor dat de geïnfecteerde persoon zichzelf vernietigen. |                |                                     |                    |                                                                                |                  |  |
| |                |                                     |                    |                                                                                |                  |  |
| 63 | 19             | The Demon Who Came in from the Cold | Anson Williams     | Sheryl J. Anderson                                                             | 26 april 2001    |  |
| Cole doet zich voor als Belthazor om een internetbedrijf te infiltreren dat beheerd wordt door Het Broederschap, een groep demonen waar Belthazor toe behoorde. De demonen, die de informatiestroom op internet willen controleren, zijn echter wantrouwig tegenover Belthazors ware bedoelingen en willen dat hij een onschuldige zakenpartner vermoordt om zijn loyaliteit te werken. Ondertussen moeten de zussen de heksenmeester vernietigen die tevens de manager van het bedrijf is, zonder dat ze Cole verraden. |                |                                     |                    |                                                                                |                  |  |
| |                |                                     |                    |                                                                                |                  |  |
| 64 | 20             | Exit Strategy                       | Joel J. Feigenbaum | Peter Hume & Daniel Cerone                                                     | 3 mei 2001       |  |
| Het Broederschap smeedt een plan om Cole's relatie met Phoebe voorgoed kapot te maken om hem terug aan de kant van het kwaad te krijgen. Doordat hun communicatie verhinderd wordt, begint Phoebe haar vertrouwen in Cole te verliezen. Ondertussen krijgt Piper de kracht om dingen op te blazen, maar ze heeft het moeilijk om haar kracht te controleren. |                |                                     |                    |                                                                                |                  |  |
| |                |                                     |                    |                                                                                |                  |  |
| 65 | 21             | Look Who's Barking                  | John Behring       | Curtis Kheel, Monica Breen & Alison Schapker (teleplay) Curtis Kheel (verhaal) | 10 mei 2001      |  |
| Phoebe, die het nog steeds moeilijk heeft met haar breuk met Cole, krijgt een visioen van een moordzuchtige banshee, die jaagt op mensen met liefdesverdriet. De zussen voeren een spreuk om de banshee op te sporen, maar die heeft een onverwacht effect: Prue verandert in een hond, aangezien honden de banshee kunnen horen. Prue wordt echter aangereden wanneer ze jacht maakt op de banshee en belandt bij een vreemde. Ondertussen trekt Phoebes verdriet de banshee aan, die Phoebe ook in een banshee verandert, waardoor Piper er alleen voor komt te staan.                                                                                          |                |                                     |                    |                                                                                |                  |  |
| |                |                                     |                    |                                                                                |                  |  |
| 66 | 22             | All Hell Breaks Loose               | Shannen Doherty    | Brad Kern                                                                      | 17 mei 2001      |  |
| De zussen worden ontmaskerd als heksen op nationale televisie wanneer Prue en Piper de huurmoordenaar van de Bron, Shax, vermoorden op straat. Al snel ontstaat er een mediagekte rond het landhuis van de zussen. Ze vormen een pact met de Bron om de tijd terug te draaien en de schade ongedaan te maken, maar de Bron ziet een kans om de Charmed Ones voor eens en altijd uit te schakelen en stelt enkele belangrijke voorwaarden. De zussen en de Kracht van Drie belanden in dodelijk gevaar. |                |                                     |                    |                                                                                |                  |  |
| |                |                                     |                    |                                                                                |                  |  |

## Seizoen 4: 2001-2002
| Nr. in serie | Nr. in seizoen | Titel                       | Regisseur           | Schrijver                                | Uitzenddatum VS  |  |
| --- | -------------- | --------------------------- | ------------------- | ---------------------------------------- | ---------------- |  |
| 67 | 1              | Charmed Again, Part 1       | Michael Schultz     | Brad Kern                                | 4 oktober 2001   |  |
| Na het verlies van Prue moeten een rouwende Phoebe en Piper accepteren dat zowel hun zus als de Kracht van Drie weg zijn. De Bron ontdekt echter dat er een verloren zus is: Paige, de dochter van Patty en haar whitelighter Sam. Hij wil Paige vermoorden zodat de Kracht van Drie niet hersteld kan worden, maar Phoebe krijgt een visioen van de moord en trekt eropuit om die te voorkomen. |                |                             |                     |                                          |                  |  |
| |                |                             |                     |                                          |                  |  |
| 68 | 2              | Charmed Again, Part 2       | Michael Schultz     | Brad Kern                                | 4 oktober 2001   |  |
| Nu de Kracht van Drie hersteld is, probeert De Bron Paige naar de kant van het kwade te lokken. Piper en Phoebe proberen zijn plan te voorkomen, maar De Bron neemt bezit van Paiges vriend om haar subtiel te kunnen overtuigen. Ondertussen ontdekt Paige haar krachten. |                |                             |                     |                                          |                  |  |
| |                |                             |                     |                                          |                  |  |
| 69 | 3              | Hell Hath No Fury           | Chris Long          | Krista Vernoff                           | 11 oktober 2001  |  |
| Piper, nog steeds vol woede na de dood van Prue, richt haar woede op het vernietigen van verschillende demonen en trekt de Furies aan. De Furies teren op woede en veranderen Piper in een van hen. Ondertussen ontdekt Paige de leuke kanten van haar nieuwe lotsbestemming wanneer ze het Boek der Schaduwen meeneemt naar haar werk en spreuken uitvoert om haar collega's te helpen. Dit heeft echter onvoorziene gevolgen. |                |                             |                     |                                          |                  |  |
| |                |                             |                     |                                          |                  |  |
| 70 | 4              | Enter the Demon             | Joel J. Feigenbaum  | Daniel Cerone                            | 18 oktober 2001  |  |
| Paige maakt per ongeluk een drankje waardoor ze van lichaam wisselt met Phoebe. Ondertussen roept een ninja de hulp in van de zussen wanneer haar vader, de Zen Master, ontvoerd wordt naar limbo door een van zijn leerlingen. |                |                             |                     |                                          |                  |  |
| |                |                             |                     |                                          |                  |  |
| 71 | 5              | Size Matters                | Noel Nosseck        | Nell Scovell                             | 25 oktober 2001  |  |
| Paige heeft rare gevoelens bij een huis en licht haar zussen in. Phoebe gaat een kijkje nemen en wordt het slachtoffer van Gammill, een demoon die vrouwen ontvoert, verkleint en in beeldjes verandert. Gammill ontdekt al snel dat Phoebe een Charmed One is, en zet zijn zinnen op Piper en Paige om zijn collectie compleet te maken. |                |                             |                     |                                          |                  |  |
| |                |                             |                     |                                          |                  |  |
| 72 | 6              | A Knight to Remember        | David Straiton      | Alison Schapker & Monica Breen           | 1 november 2001  |  |
| Paige zit met een sprookje in haar hoofd en roept per ongeluk een middeleeuwse ridder naar het heden. Hij is overtuigd van zijn liefde voor haar, en al snel blijkt dat Paiges vorige leven een kwade tovenares was die haar zinnen op de prins had gezet en hem behekst had. De tovenares duikt al snel op in het heden, op zoek naar haar verdwenen prins. Ondertussen wordt het landhuis belaagd door een elektriciteitsdemon, waardoor Piper en Phoebe zonder elektriciteit moeten leven. Ook proberen ze Paige te overtuigen om bij hen in te trekken.                                    |                |                             |                     |                                          |                  |  |
| |                |                             |                     |                                          |                  |  |
| 73 | 7              | Brain Drain                 | John Behring        | Curtis Kheel                             | 8 november 2001  |  |
| De Bron ontvoert Piper en plaatst haar in een diepe coma. Hij gebruikt zijn krachten om een andere realiteit te maken in haar geest. In deze realiteit zitten Piper en haar zussen in een psychiatrische inrichting, en probeert de Bron, als hun dokter, Piper te overtuigen dat ze geen heks is. Hij wil dat ze een spreuk voorleest en zo de krachten van haar en haar zussen opgeeft, wat hen kwetsbaar maakt. Ondertussen proberen Paige en Phoebe Piper terug te vinden. |                |                             |                     |                                          |                  |  |
| |                |                             |                     |                                          |                  |  |
| 74 | 8              | Black as Cole               | Les Landau          | Abbey Campbell, Brad Kern & Nell Scovell | 15 november 2001 |  |
| Cole moet zijn demonische kant onder ogen komen wanneer de zussen een demon tegenkomen die erg op Belthazor lijkt en zijn werkwijze kopieert. Phoebe weet niet hoe te reageren op Coles huwelijksaanzoek, en Piper en Leo beginnen aan kinderen te denken. |                |                             |                     |                                          |                  |  |
| |                |                             |                     |                                          |                  |  |
| 75 | 9              | Muse to My Ears             | Joel J. Feigenbaum  | Krista Vernoff                           | 13 december 2001 |  |
| Een heksenmeester gebruikt de Ring van Inspiratie om muzen te vangen, en zo hun inspiratie gebruiken om met creatieve plannen de Onderwereld over te nemen. De Charmed Ones proberen hem te stoppen, maar wanneer ook hun eigen muze gevangen wordt, hebben ze het moeilijk om een goed plan te bedenken. |                |                             |                     |                                          |                  |  |
| |                |                             |                     |                                          |                  |  |
| 76 | 10             | A Paige from the Past       | James L. Conway     | Daniel Cerone                            | 17 januari 2002  |  |
| Met Leo als haar gids, gaat Paige terug in de tijd naar het jaar 1994 en naar haar tienerjaren om haar gevoelens over het auto-ongeluk waarin haar ouders omkwamen beter te begrijpen. Ondertussen ontsnappen twee geesten uit een portaal en nemen bezit van Phoebe en Cole, en Piper moet haar best doen om hun romantische, criminele plannen te dwarsbomen. |                |                             |                     |                                          |                  |  |
| |                |                             |                     |                                          |                  |  |
| 77 | 11             | Trial by Magic              | Chip Scott Laughlin | Michael Gleason                          | 24 januari 2002  |  |
| Phoebe maakt deel uit van een volksjury. De beklaagde leidde de politie naar het lichaam van zijn vermoorde vrouw, zonder enige aanwijzing. Hij claimt dat hij een visioen kreeg, maar niemand in de jury gelooft hem. Wanneer Phoebe een visioen krijgt van de echte moord, waaruit blijkt dat de beklaagde de waarheid spreekt, moet ze haar uiterste best doen om de andere juryleden te overtuigen om de man niet onschuldig naar de gevangenis te sturen. Ondertussen proberen Piper, Paige en Leo de echte moordenaar te vinden, maar stuiten hierbij op een demonisch crimineel milieu. |                |                             |                     |                                          |                  |  |
| |                |                             |                     |                                          |                  |  |
| 78 | 12             | Lost and Bound              | Noel Nosseck        | Nell Scovell                             | 31 januari 2002  |  |
| Pipers moederinstinct treedt in werking wanneer zij en haar zussen een 10-jarige Vuurstarter moeten beschermen tegen demonische premiejagers, die de jongen naar een trainingsacademie willen brengen, waar hij opgeleid zal worden tot lijfwacht van de Bron. Ondertussen geeft Cole Phoebe de trouwring van haar grootmoeder, maar die blijkt vervloekt te zijn, waardoor Phoebe verandert in een typische huisvrouw uit de jaren 50. |                |                             |                     |                                          |                  |  |
| |                |                             |                     |                                          |                  |  |
| 79 | 13             | Charmed and Dangerous       | Jon Paré            | Alison Schapker & Monica Breen           | 7 februari 2002  |  |
| In een poging om de zussen voor eens en altijd uit te schakelen, breekt de Bron een eeuwenoud akkoord tussen Goed en Kwaad en steelt hij De Leegte. Dit is een oude vorm van magie, waarmee hij de krachten van Piper en Paige steelt. Phoebe krijgt een visioen dat Cole omkomt in de strijd en probeert hem koste wat kost te beschermen. |                |                             |                     |                                          |                  |  |
| |                |                             |                     |                                          |                  |  |
| 80 | 14             | The Three Faces of Phoebe   | Joel J. Feigenbaum  | Curtis Kheel                             | 14 februari 2002 |  |
| Phoebe krijgt twijfels over haar nakend huwelijk met Cole en spreekt een spreuk uit om het verlangen van haar hart te horen. De spreuk brengt een jonge Phoebe en oude, cynische Phoebe naar het heden om haar te helpen de beslissing te maken. Ondertussen ontdekt Cole dat de essentie van de Bron hem aan het overnemen is. Ondertussen probeert een oude rivaal van de Bron de zussen hen te vermoorden om de macht in de Onderwereld te kunnen opeisen. |                |                             |                     |                                          |                  |  |
| |                |                             |                     |                                          |                  |  |
| 81 | 15             | Marry-Go-Round              | Chris Long          | Daniel Cerone                            | 14 maart 2002    |  |
| Phoebe maakt zich klaar voor haar huwelijksdag, zich onbewust van het feit dat de Bron Coles lichaam heeft overgenomen. De Ziener verzint een plan om er een duister huwelijk van te maken, zodat hun toekomstige kind zal opgroeien als een immense kracht van het kwaad. |                |                             |                     |                                          |                  |  |
| |                |                             |                     |                                          |                  |  |
| 82 | 16             | The Fifth Halliwheel        | David Straiton      | Krista Vernoff                           | 21 maart 2002    |  |
| Nu haar beide zussen getrouwd zijn, voelt Paige zich het vijfde wiel aan de wagen. Ook blijft ze wantrouwig tegenover Cole, want ze vermoedt dat hij terug kwaadaardig is. Cole doet zijn best om Paige krankzinnig te maken zonder dat haar zussen hem doorhebben. Ondertussen plannen de Ziener en de Bron een manier om Phoebe zwanger te krijgen. |                |                             |                     |                                          |                  |  |
| |                |                             |                     |                                          |                  |  |
| 83 | 17             | Saving Private Leo          | John Behring        | Daniel Cerone & Doug E. Jones            | 28 maart 2002    |  |
| Twee geesten uit Leo's oorlogsverleden zijn uit wraak, want ze achten hem verantwoordelijk voor hun dood. Om hem ergere pijn te laten voelen, proberen ze Piper te vermoorden. Ondertussen probeert Cole om Phoebes band met haar zussen te verzwakken, en stelt voor om te verhuizen naar hun eigen appartement. |                |                             |                     |                                          |                  |  |
| |                |                             |                     |                                          |                  |  |
| 84 | 18             | Bite Me                     | John T. Kretchmer   | Curtis Kheel                             | 18 april 2002    |  |
| De Vampieren, een demonenfractie die al eeuwen geleden verbannen is door de oude Bron, proberen de nieuwe Bron van de troon te stoten. Hiervoor rekruteren ze Paige en veranderen haar in een Vampier. |                |                             |                     |                                          |                  |  |
| |                |                             |                     |                                          |                  |  |
| 85 | 19             | We're Off to See the Wizard | Timothy Lonsdale    | Alison Schapker & Monica Breen           | 25 april 2002    |  |
| Phoebe licht haar zussen in over haar zwangerschap. Wat ze niet weet, is dat de kwaadaardige baby in haar haar ook langzaam naar de kant van het kwade lokt. Ondertussen werken Piper en Paige samen met een tovenaar om de kroningsceremonie van de Bron tegen te houden, niet wetende dat die Bron eigenlijk Cole is. Cole en de Ziener zien hun plan in werking gaan. |                |                             |                     |                                          |                  |  |
| |                |                             |                     |                                          |                  |  |
| 86 | 20             | Long Live the Queen         | Jon Paré            | Krista Vernoff                           | 2 mei 2002       |  |
| Phoebe heeft het moeilijk zich aan te passen aan haar rol als Koningin van de Onderwereld wanneer een visioen haar ertoe leidt om een onschuldige te redden met haar zussen. Haar acties zorgen ervoor dat de Onderwereld aan Coles leiderschap begint te twijfelen. Ondertussen voelt Piper zich verantwoordelijk voor uiteenvallen van de familie, aangezien Paige haar al lange tijd probeerde te waarschuwen. Wanneer Piper zich gaat bedrinken, komt Paige er alleen voor te staan om de onschuldige te redden van demonen die hem alsnog willen vermoorden.                              |                |                             |                     |                                          |                  |  |
| |                |                             |                     |                                          |                  |  |
| 87 | 21             | Womb Raider                 | Mel Damski          | Daniel Cerone                            | 9 mei 2002       |  |
| Na Coles dood probeert de Ziener de baby van Phoebe te stelen om zelf de volgende Bron te worden. Die baby begint ondertussen steeds meer Phoebes lichaam over te nemen en toont enkele van zijn kwaadaardige krachten, die vooral gericht blijken te zijn voor Paige. |                |                             |                     |                                          |                  |  |
| |                |                             |                     |                                          |                  |  |
| 88 | 22             | Witch Way Now?              | Brad Kern           | Bad Kern                                 | 16 mei 2002      |  |
| De Engel van het Lot biedt de zussen de kans om hun krachten op te geven en een normaal leven te leiden als beloning voor het verslaan van de Bron. Hun beslissing wordt uitgesteld wanneer een FBI-agent hun hulp inroept, maar uiteindelijk een dubbele agenda blijkt te hebben. Ondertussen krijgt Phoebe hulpsignalen van Cole uit het Wasteland, waar Cole vastzit door zich vast te houden aan zijn liefde. |                |                             |                     |                                          |                  |  |
| |                |                             |                     |                                          |                  |  |

## Seizoen 5: 2002-2003
| Nr. in serie | Nr. in seizoen | Titel                          | Regisseur                           | Schrijver                                                  | Uitzenddatum VS   |  |
| --- | -------------- | ------------------------------ | ----------------------------------- | ---------------------------------------------------------- | ----------------- |  |
| 89 | 1              | A Witch's Tail, Part 1         | James L. Conway                     | Daniel Cerone                                              | 22 september 2002 |  |
| De zussen helpen Mylie, een in een mens veranderde zeemeermin. Mylie heeft een pact met de kwaadaardige Zeefeeks waarbij ze voorgoed mens kan blijven als ze ware liefde vindt, maar de deal staat op het punt fout te lopen. Ondertussen probeert Phoebe te scheiden van Cole, maar die keert plotseling terug om haar terug te winnen. Paige wordt gepromoveerd tot sociaal werkster. Piper moet ondertussen haar ongeboren baby beschermen en haar angsten onder ogen komen. |                |                                |                                     |                                                            |                   |  |
| |                |                                |                                     |                                                            |                   |  |
| 90 | 2              | A Witch's Tail, Part 2         | Mel Damski                          | Monica Breen & Alison Schapker                             | 22 september 2002 |  |
| Paige, Piper en Leo proberen Phoebe, veranderd in een zeemeermin, om terug te keren naar haar leven als Charmed One. Phoebe heeft echter besluiten dat de oneindige oceaan ideaal is om weg te vluchten voor haar problemen met Cole. Piper voert een spreuk uit om haar paniekaanvallen te stoppen, maar de spreuk zorgt ervoor dat ze overmoedig wordt, waardoor ze haar leven en dat van haar baby in gevaar brengt. Wanneer een demoon op zoek naar onsterfelijkheid achter Phoebe aangaat, moet Paige de hulp van Cole inroepen. |                |                                |                                     |                                                            |                   |  |
| |                |                                |                                     |                                                            |                   |  |
| 91 | 3              | Happily Ever After             | John T. Kretchmer                   | Curtis Kheel                                               | 29 september 2002 |  |
| Een kwaadaardige heks zet de zussen gevangen in veranderde versies van klassieke sprookjes, net wanneer Grams op bezoek komt om Piper te helpen zich voor te bereiden op de komst van de baby. Phoebe ontmoet een prins op het bal als Assepoester, Paige proeft van de vergiftigde appel van Sneeuwwitje en Piper moet afrekenen met de grote boze wolf. |                |                                |                                     |                                                            |                   |  |
| |                |                                |                                     |                                                            |                   |  |
| 92 | 4              | Siren Song                     | Joel J. Feigenbaum                  | Krista Vernoff                                             | 6 oktober 2002    |  |
| De Siren, een demoon die getrouwde mannen en hun vrouwen lokt om hen te vermoorden, komt achter Cole en Phoebe aan. Ondertussen verwisselt de baby van Piper en Leo hun levens, omdat ze geen aandacht besteden aan elkaars problemen en daardoor steeds ruzie maken. |                |                                |                                     |                                                            |                   |  |
| |                |                                |                                     |                                                            |                   |  |
| 93 | 5              | Witches in Tights              | David Straiton                      | Mark Wilding                                               | 13 oktober 2002   |  |
| Een demoon misbruikt de kracht van een jongen die zijn tekeningen tot leven kan wekken. De jongen wordt verplicht hem in een machtige superheld te veranderen zodat hij de krachten van Ramus, een op pensioen gaande Elder, kan stelen. Achter de rug van de demoon verandert de jongen ook de Charmed Ones, die de Elder moeten bewaken, in superheldinnen om de demoon te kunnen verslaan. |                |                                |                                     |                                                            |                   |  |
| |                |                                |                                     |                                                            |                   |  |
| 94 | 6              | The Eyes Have It               | James Marshall                      | Laurie Parres                                              | 20 oktober 2002   |  |
| Phoebe heeft problemen met haar krachten en gaat te rade bij een zigeunerin. Wanneer die de volgende dag vermoord blijkt, ontdekken de zussen dat een demoon de ogen van zigeuners steelt omdat hij een paar ogen zoekt dat speciale krachten bevat. Ondertussen wil Piper haar baby laten nakijken door een echte dokter, maar Leo is bezorgd dat de magische kant van de baby ontdekt zou kunnen worden. |                |                                |                                     |                                                            |                   |  |
| |                |                                |                                     |                                                            |                   |  |
| 95 | 7              | Sympathy for the Demon         | Stuart Gillard                      | Henry Alonso Myers                                         | 3 november 2002   |  |
| Barbas, de demoon van angst, slaagt er via een list in om de krachten van Cole te bemachtigen, en begint zijn wraak op de zussen te plannen. |                |                                |                                     |                                                            |                   |  |
| |                |                                |                                     |                                                            |                   |  |
| 96 | 8              | A Witch in Time                | John Behring                        | Daniel Cerone                                              | 10 november 2002  |  |
| Wanneer Phoebe constant het leven van haar nieuwe vriendje moet redden, brengt een heksenmeester uit de toekomst een bezoek aan Cole met de boodschap dat Phoebe zelf zal sterven als ze Miles blijft redden. Dit wil Cole niet laten gebeuren en probeert samen met de zussen om Miles te beschermen, maar dan blijkt dat de heksenmeester ook een eigen agenda heeft: met onbekende krachten uit de toekomst kan hij namelijk het Boek der Schaduwen stelen en de zussen vermoorden. |                |                                |                                     |                                                            |                   |  |
| |                |                                |                                     |                                                            |                   |  |
| 97 | 9              | Sam, I Am                      | Joel J. Feigenbaum                  | Alison Schapker & Monica Breen                             | 17 november 2002  |  |
| Paige ontdekt haar Whitelighter-capaciteiten wanneer ze een eerste protegé krijgt toegewezen. De man, Sam, is eigenlijk haar echte vader. Ondertussen probeert Cole, die alle hoop op hereniging met Phoebe verloren heeft, de Charmed Ones zo ver te krijgen om hem te vernietigen en werkt hiervoor samen met een Darklighter. Piper en Leo proberen een magische nanny te vinden. |                |                                |                                     |                                                            |                   |  |
| |                |                                |                                     |                                                            |                   |  |
| 98 | 10             | Y Tu Mummy Tambien             | Chris Long                          | Curtis Kheel                                               | 5 januari 2003    |  |
| Phoebe wordt het slachtoffer van Jeric, een demoon die het perfecte lichaam zoekt voor de geest van Isis, zijn gestorven geliefde. Cole wil echter niet dat Phoebes eigen ziel zal vergaan, en maakt een deal met de demoon om hem Paiges lichaam aan te bieden. |                |                                |                                     |                                                            |                   |  |
| |                |                                |                                     |                                                            |                   |  |
| 99 | 11             | The Importance of Being Phoebe | Derek Johansen                      | Krista Vernoff                                             | 12 januari 2003   |  |
| Cole gebruikt de wet om de Charmed Ones problemen te bezorgen en hun landhuis en de Nexus eronder te kunnen veroveren. Via een loslippige demoon komt Phoebe echter achter zijn plan, waardoor Cole zich genoodzaakt ziet haar te ontvoeren. Hij laat een wulpse Shapeshifter haar plaats innemen, die Paige en Piper kan overtuigen om Phoebes krachten te binden, wat Phoebes ontsnapping bemoeilijkt. |                |                                |                                     |                                                            |                   |  |
| |                |                                |                                     |                                                            |                   |  |
| 100 | 12             | Centennial Charmed             | James L. Conway                     | Brad Kern                                                  | 19 januari 2003   |  |
| Cole sluit zich aan bij de Avatars, en met zijn nieuwe krachten creëert hij een realiteit waar hij nog steeds Belthazor is, Paige dood is, en de Kracht van Drie dus nooit hersteld is geweest na de dood van Prue. Paige belandt echter per ongeluk in deze nieuwe realiteit, en moet haar zussen zien te overtuigen dat ze gelijk heeft. Dat is moeilijk, want Piper is een wraakzuchtige demonenjager geworden na de dood van Prue, en Phoebe zit vast in een huwelijk met Cole en in het landhuis, dat nu een uitvalsbasis voor demonen is geworden.                                                                                                |                |                                |                                     |                                                            |                   |  |
| |                |                                |                                     |                                                            |                   |  |
| 101 | 13             | House Call                     | Jon Paré                            | Henry Alonso Myers                                         | 2 februari 2003   |  |
| Glen duikt weer op in Paiges leven met een grote verrassing: hij gaat trouwen, net wanneer Paige wou voorstellen om eens een serieuze relatie te proberen. Ondertussen roepen de zussen een toverdokter op, want het landhuis wordt belaagd door entiteiten die ontstaan zijn uit alle demonische overblijfselen. De toverdokter denkt echter dat de zussen kwaadaardig zijn door de aanwezigheid van zoveel demonische energie, en verandert hun negatieve eigenschappen in obsessies: Paige wil koste wat kost met Glen trouwen, Piper moet en zal het landhuis volledig proper krijgen, en Phoebe moet afrekenen met de competitie voor haar column. |                |                                |                                     |                                                            |                   |  |
| |                |                                |                                     |                                                            |                   |  |
| 102 | 14             | Sand Francisco Dreamin'        | John T. Kretchmer                   | Alison Schapker & Monica Breen                             | 9 februari 2003   |  |
| Een demoon valt de Charmed Ones aan met droomstof, waardoor hun nachtmerries tot leven komen. Paige wordt lastiggevallen door een clown op een babyfeestje, Piper heeft een affaire nu Leo enkel oog heeft voor de baby, Phoebe wordt achtervolgd door een maniak met een kettingzaag en Leo wordt zwanger. Om de figuren te kunnen laten verdwijnen, moeten de zussen afdalen in hun dromen en de ware betekenis van de dromen achterhalen. |                |                                |                                     |                                                            |                   |  |
| |                |                                |                                     |                                                            |                   |  |
| 103 | 15             | The Day the Magic Died         | Stuart Gillard                      | Daniel Cerone                                              | 16 februari 2003  |  |
| Wanneer de zussen ontdekken dat alle magie ter wereld verdwenen is, gaan Paige en Phoebe naar een meeting met enkele machtige demonen. Ondertussen moet Piper bijna bevallen, en krijgen de zussen een verrassing te verwerken: de vader van Phoebe en Piper is hertrouwd en brengt zijn dochters een bezoekje om hen voor te stellen aan Doris. |                |                                |                                     |                                                            |                   |  |
| |                |                                |                                     |                                                            |                   |  |
| 104 | 16             | Baby's First Demon             | John T. Kretchmer                   | Krista Vernoff                                             | 30 maart 2003     |  |
| De zussen moeten Pipers zoon beschermen tegen demonen die zijn energie willen opzuigen. Paige gaat undercover op een demonische markt om de identiteit en plannen van de demonen te achterhalen, en Phoebes toekomst bij de krant lijkt onzeker wanneer een zakenman de krant koopt. |                |                                |                                     |                                                            |                   |  |
| |                |                                |                                     |                                                            |                   |  |
| 105 | 17             | Lucky Charmed                  | Roxann Dawson                       | Curtis Kheel                                               | 6 april 2003      |  |
| De Charmed Ones bestrijden een demoon die leprechauns vermoordt om hun geluk te stelen. De leprechauns zetten al hun geluk in op de Charmed Ones, waardoor Paige veel verdient in het casino, Phoebe een nieuwe man ontmoet, en Piper erin slaagt een bedenke zangeres te boeken voor haar club. Het plan mislukt echter wanneer de demoon erin slaagt het geluk van de zussen om te zetten in pech. |                |                                |                                     |                                                            |                   |  |
| |                |                                |                                     |                                                            |                   |  |
| 106 | 18             | Cat House                      | James L. Conway                     | Brad Kern                                                  | 13 april 2003     |  |
| Piper en Leo hebben huwelijksproblemen en bezoeken een huwelijkstherapeut. Om de sessie beter te doen verlopen, voert Piper een spreuk uit waardoor ze hun herinneringen levendiger kunnen maken. De spreuk zorgt er achter voor dat Phoebe en Paige vast komen te zitten in de herinneringen, net als de heksenmeester die jacht maakt op de kat van de zussen. |                |                                |                                     |                                                            |                   |  |
| |                |                                |                                     |                                                            |                   |  |
| 107 | 19             | Nymphs Just Wanna Have Fun     | Mel Damski                          | Andrea Stevens & Doug E. Jones                             | 20 april 2003     |  |
| Een demoon vermoordt een sater om zijn nimfen ervan te overtuigen hem naar de Eeuwige Bron te brengen. De nimfen kunnen ontsnappen en vragen de Charmed Ones om hulp, maar bij het opsporen van de demoon sterft er een van de nimfen. De overgebleven nimfen zien in Paige de perfecte vervangster. Ondertussen heeft Piper het moeilijk met het feit dat Paige de leiding over de heksenzaken heeft overgenomen, en Phoebe groeit dichter naar haar baas toe. |                |                                |                                     |                                                            |                   |  |
| |                |                                |                                     |                                                            |                   |  |
| 108 | 20             | Sense and Sense Ability        | Stewart Schill & Joel J. Feigenbaum | Brian Krause, Ed Bokinskie, Daniel Cerone & Krista Vernoff | 27 april 2003     |  |
| De Crone wil dichter bij Wyatt komen om een volledig visioen over zijn toekomst te ontvangen. Ze gebruikt een oude, magische totem om de Charmed Ones van hun zintuigen te beroven, net wanneer de zussen die het hardst nodig hebben. |                |                                |                                     |                                                            |                   |  |
| |                |                                |                                     |                                                            |                   |  |
| 109 | 21             | Necromancing the Stone         | Jon Paré                            | Henry Alonso Myers, Alison Schapker & Monica Breen         | 4 mei 2003        |  |
| Wanneer de zussen Grams oproepen voor de wiccaning van Wyatt, ontdekken de zussen dat ze vroeger een relatie had met een demoon. Die heeft controle over geesten, en gebruikt zijn krachten al snel op Penny. Hij wil dat ze hem helpt om de magie van de Halliwell-lijn op te roepen zodat hij die kan gebruiken om terug te keren naar de wereld van de levenden, en zo hun oude liefde terug aan kan wakkeren. Ondertussen denkt Phoebe na over Jasons uitnodiging om hem te vergezellen naar Hong Kong, en Paige voert een waarheidsspreuk uit te ontdekken of Nate kan accepteren dat ze een heks is.                                              |                |                                |                                     |                                                            |                   |  |
| |                |                                |                                     |                                                            |                   |  |
| 110 | 22             | Oh My Goddess! Part 1          | Jonathan West                       | Krista Vernoff & Curtis Kheel                              | 11 mei 2003       |  |
| Een demoon laat de Titanen vrij uit hun eeuwenoude gevangenis. Ze vermoorden enkele Whitelighters om hun krachten te stelen, en orben dan naar de hemel om de Elders te vermoorden. Een mysterieuze Whitelighter genaamd Chris arriveert uit de toekomst om de zussen te helpen, maar hij kan niet verhelpen dat Paige versteend wordt. Leo neemt de plaats van de Elders in en laat een eeuwenoude kracht vrij om de zussen te veranderen in Griekse godinnen, waardoor ze de Titans kunnen verslaan. |                |                                |                                     |                                                            |                   |  |
| |                |                                |                                     |                                                            |                   |  |
| 111 | 23             | Oh My Goddess! Part 2          | Joel J. Feigenbaum                  | Daniel Cerone                                              | 11 mei 2003       |  |
| De Charmed Ones proberen te weerstaan aan de lokroep van hun nieuwe krachten en te focussen op het vernietigen van de Titanen. Ondertussen heeft Leo de hulp ingeroepen van de magische gemeenschap om de overlevende Elders te beschermen tegen de Titanen. |                |                                |                                     |                                                            |                   |  |
| |                |                                |                                     |                                                            |                   |  |

## Seizoen 6: 2003-2004
| Nr. in serie | Nr. in seizoen | Titel                                   | Regisseur          | Schrijver                   | Uitzenddatum VS   |  |
| --- | -------------- | --------------------------------------- | ------------------ | --------------------------- | ----------------- |  |
| 112 | 1              | Valhalley of the Dolls, Part 1          | James L. Conway    | Brad Kern                   | 28 september 2003 |  |
| Phoebe en Paige vinden dat Piper wel heel gelukkig is na het verdwijnen van Leo, en Paige spreekt een geheugenspreuk uit die per ongeluk Pipers hele geheugen wist. De zussen gaan op zoek naar Leo en ontdekken dat hij vast wordt gehouden op het mystieke eiland Valhalla, bewaakt door Walkuren. Zonder dat ze het weten zit Chris, hun nieuwe Whitelighter, achter de verdwijning van Leo. Phoebe ontdekt dat ze een nieuwe kracht heeft, namelijk empathie, waardoor ze haar eigen emoties niet kan onderscheiden van die van anderen.            |                |                                         |                    |                             |                   |  |
| |                |                                         |                    |                             |                   |  |
| 113 | 2              | Valhalley of the Dolls, Part 2          | James L. Conway    | Brad Kern                   | 28 september 2003 |  |
| Na het bevrijden van Leo, moeten Paige en Phoebe een plan proberen te bedenken om Piper terug te halen. Ondertussen verandert Piper in een Walkuur en vergezelt de andere Walkuren om enkele ontsnapte strijders terug naar het eiland te brengen. Paiges baantje als hondenuitlater blijkt een magisch kantje te hebben. |                |                                         |                    |                             |                   |  |
| |                |                                         |                    |                             |                   |  |
| 114 | 3              | Forget Me... Not                        | John T. Kretchmer  | Henry Alonso Myers          | 5 oktober 2003    |  |
| De Schoonmakers wissen het bestaan van Wyatt uit wanneer die per ongeluk een draak tot leven brengt. Wanneer de zussen de volgende dag merken dat ze gaten in hun geheugen hebben, voeren ze een spreuk uit om die op te vullen. De spreuk zorgt ervoor dat ze vorige dag herbeleven, waardoor ze enkele vreemde gebeurtenissen kunnen verklaren: Phoebe dreigt ontslagen te worden na een gevecht op kantoor en Paige raakt betrokken bij seksuele intimidatie op de werkvloer. Leo heeft een nieuwe taak voor Chris.                                  |                |                                         |                    |                             |                   |  |
| |                |                                         |                    |                             |                   |  |
| 115 | 4              | The Power of Three Blondes              | John Behring       | Daniel Cerone               | 12 oktober 2003   |  |
| Drie boosaardige heksen slagen erin de identiteit en krachten van de zussen te stelen. Piper, Phoebe en Paige moeten Chris ervan zien te overtuigen wie ze echt zijn. Ondertussen beseft Piper dat Wyatt tijd moet doorbrengen met Leo, die blijft onderzoeken hoe hij op Valhalla terecht is gekomen. |                |                                         |                    |                             |                   |  |
| |                |                                         |                    |                             |                   |  |
| 116 | 5              | Love's a Witch                          | Stuart Gillard     | Jeannine Renshaw            | 19 oktober 2003   |  |
| Wanneer Paige verliefd wordt op Richard Montana, belanden de zussen midden in een vete tussen twee magische families. Ondertussen is Leo wantrouwig wanneer Chris naar de Onderwereld gaat om een toverdrankje te laten maken. |                |                                         |                    |                             |                   |  |
| |                |                                         |                    |                             |                   |  |
| 117 | 6              | My Three Witches                        | Joel J. Feigenbaum | Scott Lipsey & Whip Lipsey  | 26 oktober 2003   |  |
| De zussen negeren hun verantwoordelijkheden als heksen en gaan volledig op in hun normale levens, waardoor Chris besluit hen een lesje te leren. Samen de demoon Gith creëert hij werkelijkheden waarin hun diepste verlangen vervuld is. Giths werkelijkheden zijn echter ontworpen om de hoofdpersoon te doden. Ondertussen wil Leo de andere Elders ervan overtuigen om Chris zijn Whitelighterkrachten te ontnemen. |                |                                         |                    |                             |                   |  |
| |                |                                         |                    |                             |                   |  |
| 118 | 7              | Soul Survivor                           | Mel Damski         | Curtis Kheel                | 2 november 2003   |  |
| Paige ontdekt dat haar baas, Larry, zijn ziel heeft verkocht aan de demon Zahn in ruil voor een succesvolle carrière. Tegen het advies van Piper en Phoebe in maakt ze ook een deal met Zahn om Larry’s ziel vrij te krijgen. |                |                                         |                    |                             |                   |  |
| |                |                                         |                    |                             |                   |  |
| 119 | 8              | Sword and the City                      | Derek Johansen     | David Simkins               | 9 november 2003   |  |
| De Charmed Ones helpen de Vrouwe van het Meer en worden de beschermers van het legendarische zwaard Excalibur. Vele magische wezens komen in het landhuis hun kans wagen om het zwaard uit de steen te trekken, maar uiteindelijk is het Piper die hierin slaagt. Hierop verschijnt een mysterieuze gedaante die beweert haar te kunnen helpen met het controleren van het zwaard. |                |                                         |                    |                             |                   |  |
| |                |                                         |                    |                             |                   |  |
| 120 | 9              | Little Monsters                         | James L. Conway    | Julie Hess                  | 16 november 2003  |  |
| Na het verslaan van een manticore moeten de zussen zorgen voor de half-menselijke baby van het wezen. Chris denkt dat ze de baby moeten vernietigen, maar de zussen willen hem grootbrengen met liefde om zijn slechte kant te onderdrukken. De vader van de baby wil echter zijn kind terug. Phoebe komt in een lastige situatie wanneer ze door haar Empathie Jasons gevoelens kanaliseert. Paige schiet Darryl te hulp en geeft hem superkrachten om een gijzeling aan te kunnen.                                                                    |                |                                         |                    |                             |                   |  |
| |                |                                         |                    |                             |                   |  |
| 121 | 10             | Chris-Crossed                           | Joel J. Feigenbaum | Cameron Litvack             | 23 november 2003  |  |
| Bianca, een kwaadaardige heks uit de toekomst, daagt op in het heden om Chris zijn krachten te ontnemen. Leo en de zussen ontdekken haar identiteit, maar er blijkt meer te spelen tussen haar en Chris. Paige wil graag bij Richard intrekken, en Phoebe denkt erover na om in Hong Kong te gaan wonen met Jason. Ondertussen datet Piper met een brandweerman. |                |                                         |                    |                             |                   |  |
| |                |                                         |                    |                             |                   |  |
| 122 | 11             | Witchstock                              | James A. Contner   | Daniel Cerone               | 11 januari 2004   |  |
| Paige wordt getransporteerd naar het verleden, naar de zomer van '67, de Summer of Love. Ze ontdekt dat Grams een vredelievende hippie was die het kwade wil verdrijven met de kracht van de liefde. Terwijl Piper en Phoebe hun zus naar het verleden volgen voordat ze iets kan veranderen, wordt het landhuis belaagd door een demonische slijm die enkel verslagen kan worden door de Kracht van Drie. Leo en Chris doen hun best om de slijm af te weren, maar worden steeds verder in de hoek gedreven.                                           |                |                                         |                    |                             |                   |  |
| |                |                                         |                    |                             |                   |  |
| 123 | 12             | Prince Charmed                          | David Jackson      | Henry Alonso Myers          | 18 januari 2004   |  |
| Piper besluit haar leven te wijden aan het beschermen van Wyatt en zweert mannen af. Paige en Phoebe creëren de perfecte man voor haar verjaardag om haar het belang van liefde te doen inzien. Een demonische cult heeft het op Wyatt gemunt aangezien ze denken dat hun overleden leider in hem gereïncarneerd is. Om hem te beschermen probeert Chris de zussen te overtuigen om Wyatts krachten te binden, en maakt hiervoor gebruik van Mr. Right en magische feromonen.                                                                           |                |                                         |                    |                             |                   |  |
| |                |                                         |                    |                             |                   |  |
| 124 | 13             | Used Karma                              | John T. Kretchmer  | Jeannine Renshaw            | 25 januari 2004   |  |
| Jason ontdekt dat Phoebe en haar zussen heksen zijn en maakt een einde aan hun relatie. Richard probeert zijn slechte karma te verdrijven, maar door de spreuk wordt Phoebe bezeten door het karma van Mata Hari. Ze wordt vastbesloten om wraak te nemen op Jason en verpest een belangrijke persconferentie. Paige en Piper proberen te achterhalen wat er met Phoebe aan de hand is, en moeten ondertussen afrekenen met de Zwermdemonen. |                |                                         |                    |                             |                   |  |
| |                |                                         |                    |                             |                   |  |
| 125 | 14             | The Legend of Sleepy Halliwell          | Jon Paré           | Cameron Litvack             | 8 februari 2004   |  |
| Gideon, Leo's oude mentor, vraagt de zussen om hulp om te ontdekken welke student op zijn Magieschool de hoofdloze ruiter oproept om leraren te onthoofden. Terwijl Paige en Piper op zoek gaan naar de schuldige, legt Phoebe een "vision quest" af. Hierbij ontdekt ze Chris' ware identiteit. |                |                                         |                    |                             |                   |  |
| |                |                                         |                    |                             |                   |  |
| 126 | 15             | I Dream of Phoebe                       | John T. Kretchmer  | Curtis Kheel                | 15 februari 2004  |  |
| Phoebe wordt in de val gelukt door een demonische djinn en moet haar plaats innemen. Chris moet Piper en Leo terug bij elkaar brengen aangezien hij op tijd verwekt moet worden en gebruikt hiervoor zijn wensen, maar dit loopt mis. |                |                                         |                    |                             |                   |  |
| |                |                                         |                    |                             |                   |  |
| 127 | 16             | The Courtship of Wyatt's Father         | Joel J. Feigenbaum | Brad Kern                   | 22 februari 2003  |  |
| Gideon sluit een deal met Darklighters om Leo uit de weg te krijgen, maar die zenden Leo en per ongeluk ook Piper naar het Geestenrijk. Phoebe en Paige proberen te ontdekken naar waar Leo en Piper verdwenen zijn. Ondertussen begint Chris te verdwijnen en hij biecht op dat hij voor middernacht verwekt moet worden. |                |                                         |                    |                             |                   |  |
| |                |                                         |                    |                             |                   |  |
| 128 | 17             | Hyde School Reunion                     | Jonathan West      | David Simkins               | 14 maart 2004     |  |
| Op de dag van haar schoolreünie spreekt Phoebe per ongeluk een spreuk uit waardoor ze waar in haar rebelse, jeugdige zelf verandert. Ondertussen vraagt Piper haar vader om uit te zoeken waarom Chris haar ontwijkt. |                |                                         |                    |                             |                   |  |
| |                |                                         |                    |                             |                   |  |
| 129 | 18             | Spin City                               | Mel Damski         | Andy Reaser & Doug E. Jones | 18 april 2004     |  |
| Piper wordt in een cocon gesponnen door de Spindemon. Chris wordt geïnfecteerd door demon en verandert langzaam in haar helper. Paige en Phoebe moeten Leo om hulp vragen, maar hierbij komt Chris' haat voor zijn vader naar boven. |                |                                         |                    |                             |                   |  |
| |                |                                         |                    |                             |                   |  |
| 130 | 19             | Crimes and Witch-Demeanors              | John T. Kretchmer  | Henry Alonso Myers          | 25 april 2004     |  |
| Wanneer Phoebe en Paige betrapt en gefilmd worden terwijl ze hun krachten gebruiken, wissen de Opruimers de sporen uit door Darryl schuldig te maken aan moord. De zussen spannen een magische rechtszaak aan om de acties om te keren, maar uiteindelijk worden ze zelf de beschuldigden door toedoen van Barbas, die een list heeft bedacht om terug te keren uit de verdoemenis. Ondertussen proberen Leo en Chris bewijzen te vinden dat Barbas inderdaad een list heeft opgezet.                                                                   |                |                                         |                    |                             |                   |  |
| |                |                                         |                    |                             |                   |  |
| 131 | 20             | A Wrong Day's Journey Into Right        | Derek Johansen     | Cameron Litvack             | 2 mei 2004        |  |
| Nu Phoebe geen actieve krachten meer heeft en Piper tijd doorbrengt op de Magieschool, raakt Paige overwerkt en roept ze haar eigen Mr. Right op. Zonder dat ze het weet, heeft ze echter ook een kwade tegenhanger opgeroepen die een aantrekkingskracht uitoefent op Paige's donkere kant. |                |                                         |                    |                             |                   |  |
| |                |                                         |                    |                             |                   |  |
| 132 | 21             | Witch Wars                              | David Jackson      | Krista Vernoff              | 9 mei 2004        |  |
| Gideon wil absoluut vermijden dat de zussen zijn kwaadaardige plan ontdekken en werkt samen met twee demonen om de zussen onderdeel te maken van "Witch Wars", een demonische reality-reeks waar demonen het opnemen tegen heksen om hun krachten te stelen. |                |                                         |                    |                             |                   |  |
| |                |                                         |                    |                             |                   |  |
| 133 | 22             | It's a Bad, Bad, Bad, Bad World, Part 1 | Jon Paré           | Jeannine Renshaw            | 16 mei 2004       |  |
| Gideon zet zijn plan in werking en stuurt Chris en Leo door een portaal naar een kwaadaardige, parallelle wereld waar goed en kwaad omgekeerd zijn. Hun kwaadaardige tegenhangers belanden in de goede wereld, maar worden al snel gevangen door Paige en Phoebe. Daarna reizen zij naar de kwaadaardige wereld om de goede Chris en Leo terug te halen. Ondertussen wordt Piper naar het ziekenhuis gebracht wanneer haar weeën beginnen, waardoor Gideon op Wyatt moet passen en de kans grijpt om met hem af te rekenen.                             |                |                                         |                    |                             |                   |  |
| |                |                                         |                    |                             |                   |  |
| 134 | 23             | It's a Bad, Bad, Bad, Bad World, Part 2 | Jon Paré           | Curtis Kheel                | 16 mei 2004       |  |
| Na samen met hun kwaadaardige tegenhangers Gideon te hebben verwond in de kwaadaardige wereld, ontdekken Paige en Phoebe dat ze de balans tussen goed en kwaad verstoord hebben, waardoor hun goede wereld nu veel te goed is en elke kleine misdaad zwaar bestraft wordt. Gideon werkt samen met Barbas om de zussen bezig te houden terwijl hij naar een manier zoekt om Wyatt magische bescherming te omzeilen. Chris en Leo doen hun best om Wyatt terug te vinden, en Piper wordt het slachtoffer van een erge complicatie tijdens haar bevalling. |                |                                         |                    |                             |                   |  |
| |                |                                         |                    |                             |                   |  |

## Seizoen 7: 2004-2005
| Nr. in serie | Nr. in seizoen | Titel                             | Regisseur          | Schrijver                                  | Uitzenddatum VS   |  |
| --- | -------------- | --------------------------------- | ------------------ | ------------------------------------------ | ----------------- |  |
| 135 | 1              | A Call to Arms                    | James L. Conway    | Brad Kern                                  | 12 september 2004 |  |
| Piper en Leo worden bezeten door Shakti en Shiva, twee Hindoegoden met een enorme seksuele aantrekkingskracht voor elkaar. Paige en Phoebe moeten verhinderen dat ze hun liefde consumeren om het universum te redden. Ondertussen wil Phoebe een pauze inlassen op haar werk en zoekt Paige een nieuwe uitdaging. |                |                                   |                    |                                            |                   |  |
| |                |                                   |                    |                                            |                   |  |
| 136 | 2              | The Bare Witch Project            | John T. Kretchmer  | Jeannine Renshaw                           | 19 september 2004 |  |
| Paige wil er alles aan doen om de Magieschool te redden, maar het wordt haar niet gemakkelijk gemaakt wanneer een verveelde student Lady Godiva and Lord Dyson naar het heden haalt. Door deze korte trip zijn Dysons demonische krachten echter veel sterker geworden, en slaagt hij erin Godiva te vermoorden als ze eenmaal terug in hun tijd zijn. Hierdoor verandert de wereld in een vrouwonvriendelijke plaats. Ondertussen maakt Phoebe zich zorgen dat haar ghostwriter geen columns voor vrouwen kan schrijven.                                                      |                |                                   |                    |                                            |                   |  |
| |                |                                   |                    |                                            |                   |  |
| 137 | 3              | Cheaper by the Coven              | Derek Johansen     | Mark Wilding                               | 26 september 2004 |  |
| Phoebe en Paige roepen Grams op voor de wiccaning van Chris. Grams voert een spreuk uit om de rivaliteit tussen Wyatt en Chris te beëindigen, maar de rivaliteit gaat over op de zussen, die veranderen in kibbelende pubers. Ondertussen heeft een mysterieuze demon het op Wyatt gemunt en Leo raadpleegt een demonische zieneres om meer informatie te verkrijgen. Phoebe moet een prijs in ontvangst gaan nemen met Leslie en Piper en Grams maken zich zorgen dat Leo veel tijd doorbrengt aan de kant van het duister en zijn gezin lijkt te vergeten.                   |                |                                   |                    |                                            |                   |  |
| |                |                                   |                    |                                            |                   |  |
| 138 | 4              | Charrrmed!                        | Mel Damski         | Cameron Litvack                            | 3 oktober 2004    |  |
| Paige belandt in een benarde situatie wanneer een groep demonische piraten haar behekst en haar snel doet verouderen. Om de vloek te stoppen, moeten Piper en Phoebe in ruil een kelk stelen uit een museum om de Fontein van de Eeuwige Jeugd te activeren voor de piraten. Inspecteur Sheridan en FBI-agent Brody zitten hen echter op de hielen. Ondertussen wordt Leo nog steeds geplaagd door de zwevende hoofden waardoor hij nog een Elder vermoordde, en manipuleert Leslie een wedstrijd om een date met Phoebe te winnen.                                            |                |                                   |                    |                                            |                   |  |
| |                |                                   |                    |                                            |                   |  |
| 139 | 5              | Styx Feet Under                   | Christopher Leitch | Henry Alonso Myers                         | 10 oktober 2004   |  |
| Paige voert een beschermingsspreuk uit over een onschuldige wanneer een halfdemon hem wil vermoorden om zijn menselijke kant te vernietigen. De spreuk gaat echter fout en zorgt ervoor dat dood ophoudt te bestaan. De Engel des Doods komt tussenbeide en heft de spreuk op, en hij rekruteert Piper om de opgelopen achterstand in te halen. Ondertussen beschermen Phoebe, Paige en Leo de laatste levende bloedverwant van de halfdemon om zijn transformatie te stoppen.                                                                                                 |                |                                   |                    |                                            |                   |  |
| |                |                                   |                    |                                            |                   |  |
| 140 | 6              | Once in a Blue Moon               | John T. Kretchmer  | Debra J. Fisher & Erica Messer             | 17 oktober 2004   |  |
| De Elders worden steeds wantrouwiger tegenover Leo en besluiten om de zussen een nieuwe Whitelighter toe te wijzen. De nieuwe Whitelighter wordt echter aangevallen voor hij naar de zussen kan komen, waardoor Leo nog verdachter wordt. Phoebe en Leslie zijn eindelijk eerlijk over hun gevoelens terwijl Leslie zich voorbereidt om te verhuizen, en agent Brody vertelt Paige over een mysterieuze, rijzende Nieuwe Macht die alle magische wezens zorgen baart. Ondertussen blijkt de blauwe maan een verrassend effect te hebben op de zussen.                          |                |                                   |                    |                                            |                   |  |
| |                |                                   |                    |                                            |                   |  |
| 141 | 7              | Someone to Witch Over Me          | Jon Paré           | Rob Wright                                 | 31 oktober 2004   |  |
| Paige en Brody trekken op onderzoek uit wanneer de demon Sarpedon beschermengelen van mensen steelt om zichzelf te beschermen tegen de Nieuwe Macht. Sarpedon slaagt erin om de beschermengel van Paige te stelen, en gaat al snel achter die van de andere zussen aan. Ondertussen proberen Piper en Phoebe Leo te helpen door hem op een vision quest te sturen, maar de zwevende hoofden blijven hem plagen en onthullen eindelijk wat ze van hem willen. Leo neemt een drastische beslissing om de levens van Piper en Phoebe te redden.                                   |                |                                   |                    |                                            |                   |  |
| |                |                                   |                    |                                            |                   |  |
| 142 | 8              | Charmed Noir                      | Michael Grossman   | Curtis Kheel                               | 14 november 2004  |  |
| Paige en Brody worden in een onafgewerkt boek gezogen en belanden zo in een maffiaverhaal uit de jaren 30. Ze moeten de vermiste auteur van het verhaal vinden en hem de held van het verhaal maken om te kunnen ontsnappen. Phoebe, Piper en Leo moeten een manier vinden om het boek te manipuleren om ervoor te zorgen dat Paige en Brody kunnen overleven. Ondertussen houdt Leo zijn nieuwe krachten als Avatar geheim voor de zussen. |                |                                   |                    |                                            |                   |  |
| |                |                                   |                    |                                            |                   |  |
| 143 | 9              | There's Something About Leo       | Derek Johansen     | Natalie Antoci & Scott Lipsey              | 21 november 2004  |  |
| Leo vertelt de zussen dat hij een Avatar is, tegen het advies van de andere Avatars in. Het nieuws brengt hun wereld aan het wankelen, en Paige ontdekt dat Kyle achter de Avatars aanzit omdat hij denkt dat ze zijn ouders vermoord hebben. In de chaos moeten de zussen Leo beschermen tegen Kyle, waardoor ze een onschuldige niet kunnen beschermen en er bloed vloeit. |                |                                   |                    |                                            |                   |  |
| |                |                                   |                    |                                            |                   |  |
| 144 | 10             | Witchness Protection              | David Jackson      | Jeannine Renshaw                           | 28 november 2004  |  |
| De Avatars vragen Leo om de demonische zieneres te beschermen omdat zij over informatie beschikt die de zussen kan overtuigen van hun goede bedoelingen. Phoebe ontwikkelt een band met de zieneres en samen met Darryl proberen ze meer informatie over Brody en Sheridan te achterhalen. Ondertussen ergert Piper zich aan Leo's afwezigheid, groeien Kyle en Paige steeds dichter naar elkaar toe, en maken de demonen in de Onderwereld een drastische beslissing om zich te beschermen tegen de Avatars.                                                                  |                |                                   |                    |                                            |                   |  |
| |                |                                   |                    |                                            |                   |  |
| 145 | 11             | Ordinary Witches                  | Jonathan West      | Mark Wilding                               | 16 januari 2005   |  |
| Paige en Kyle reizen naar het verleden en naar het jaar 1981 (28 december 1981) om de waarheid over de dood van Kyles ouders te achterhalen. Ondertussen willen Phoebe en Piper van krachten wisselen zodat Piper het visioen over de utopische wereld kan zien, maar Zankou komt tussenbeide en zorgt ervoor dat hun krachten in gewone mensen belanden. |                |                                   |                    |                                            |                   |  |
| |                |                                   |                    |                                            |                   |  |
| 146 | 12             | Extreme Makeover: World Edition   | LeVar Burton       | Cameron Litvack                            | 23 januari 2005   |  |
| Terwijl de zussen zich klaarmaken om samen met de Avatars de wereld te veranderen, zet Zankou zijn plan om hen tegen te houden in werking. Hij ontvoert Kyle en zorgt ervoor dat hij de zussen met een magisch kristal paranoia maakt. |                |                                   |                    |                                            |                   |  |
| |                |                                   |                    |                                            |                   |  |
| 147 | 13             | Charmageddon                      | John T. Kretchmer  | Henry Alonso Myers                         | 30 januari 2005   |  |
| Leo ontdekt dat de conflict-vrije wereld van de Avatars inhoudt dat de vrije wil van mensen verdwenen is en dat elke relschopper verwijderd wordt uit de wereld. Hij moet samenwerken met Zankou om de zussen hiervan te overtuigen en de wereld terug te veranderen, maar hij moet hiervoor het ultieme offer brengen. |                |                                   |                    |                                            |                   |  |
| |                |                                   |                    |                                            |                   |  |
| 148 | 14             | Carpe Demon                       | Stuart Gillard     | Curtis Kheel                               | 13 februari 2005  |  |
| Paige neemt Drake aan als professor voor de Magieschool, maar hij blijkt een ex-demon te zijn die na een deal met een tovenaar een mens is geworden. Die deal houdt in dat Drake zijn krachten niet mag gebruiken. De tovenaar wil echter Drakes krachten en laat hem met een betovering denken dat hij Robin Hood is, en Phoebe zijn Maid Marian. Ondertussen moet Leo de Elders onder ogen komen. |                |                                   |                    |                                            |                   |  |
| |                |                                   |                    |                                            |                   |  |
| 149 | 15             | Show Ghouls                       | Mel Damski         | Rob Wright, Debra J. Fisher & Erica Messer | 20 februari 2005  |  |
| Wanneer Darryls vriend bezeten wordt door de geest van een onschuldige die stierf in een brand in 1899, gaan Phoebe en Drake terug in de tijd naar de cabaret waar de brand plaatsvond. Ze ontdekken dat een demonische deal de onschuldigen in een tijdsloop gevangen houdt, waardoor ze brand steeds opnieuw beleven. Wanneer de graaf die de deal gesloten heeft hun uitweg naar het heden gebruikt, moeten Phoebe en Drake een nieuwe manier vinden om terug te keren voor ze sterven in de brand. Ondertussen wil Piper op vakantie met haar gezin, tegen de zin van Leo. |                |                                   |                    |                                            |                   |  |
| |                |                                   |                    |                                            |                   |  |
| 150 | 16             | The Seven Year Witch              | Michael Grossman   | Jeannine Renshaw                           | 10 april 2005     |  |
| Na een aanval door demonen belandt Piper in een coma. In de leegte tussen leven en dood ontmoet ze Cole, die Phoebes geloof in de liefde wil herstellen. Phoebe, Paige en Drake doen hun best om Piper te redden door Leo te vinden. Leo's geheugen wordt gewist door de Ouderen, zodat hij zijn eigen lotsbestemming kan kiezen: voor altijd bij de Ouderen horen en afstand doen van zijn gezin, of als een sterfelijke man zijn leven bij zijn gezin doorbrengen. |                |                                   |                    |                                            |                   |  |
| |                |                                   |                    |                                            |                   |  |
| 151 | 17             | Scry Hard                         | Derek Johansen     | Andy Reaser & Doug E. Jones                | 17 april 2005     |  |
| In een poging om de zussen uit het huis te lokken, stuurt Zankou zijn huurlingen om Leo aan te vallen. Zankou wil de Nexus onder het huis gebruiken om de ultieme kracht te ontketenen. Om zijn ouders tegen Zankou's demonen te beschermen, verkleint Wyatt zijn ouders en zet hij ze gevangen in een poppenhuis. Elise heeft een noodgeval en laat de leiding op de werkvloer over aan een drukbezette Phoebe. |                |                                   |                    |                                            |                   |  |
| |                |                                   |                    |                                            |                   |  |
| 152 | 18             | Little Box of Horrors             | Jon Paré           | Cameron Litvack                            | 24 april 2005     |  |
| De zussen proberen de Doos van Pandora terug te krijgen van een vormveranderende demon, die de Doos wil openen om al het leed eruit vrij te laten. Ondertussen komt de Lichtgids in Paige naar boven wanneer ze voor het eerst de oproepen van de Ouderen krijgt, en Piper en Leo bekvechten over het opvoeden van magische kinderen. |                |                                   |                    |                                            |                   |  |
| |                |                                   |                    |                                            |                   |  |
| 153 | 19             | Freaky Phoebe                     | Michael Grossman   | Mark Wilding                               | 1 mei 2005        |  |
| Een machtige tovenares wisselt van lichaam met Phoebe, die gevangen wordt gehouden in de Onderwereld. Ondertussen weigert Paige's protegé al haar hulp. |                |                                   |                    |                                            |                   |  |
| |                |                                   |                    |                                            |                   |  |
| 154 | 20             | Imaginary Fiends                  | Jonathan West      | Henry Alonso Myers                         | 8 mei 2005        |  |
| Wyatts denkbeeldige vriend blijkt een demon te zijn die goede heksen naar de kant van het kwaad brengt. Ongerust over Wyatts vreemd gedrag, voert Piper een spreuk uit om haar zoon beter te begrijpen, maar de spreuk brengt een 25 jaar oude Wyatt terug uit de toekomst. Phoebe heeft problemen met haar professor psychologie. |                |                                   |                    |                                            |                   |  |
| |                |                                   |                    |                                            |                   |  |
| 155 | 21             | Death Becomes Them                | John T. Kretchmer  | Curtis Kheel                               | 15 mei 2005       |  |
| Paige's nieuwe protegé moet beschermd worden tegen haar gewelddadige vriend terwijl Piper en Leo een feestje plannen voor de eerste verjaardag van Chris. Zankou bedenkt een plan om de zussen kwetsbaar te maken. Hij laat een vriend van Phoebe voor haar naar neus vermoorden en gaat achter Paige's protegé aan. Ook brengt hij enkele dierbare onschuldigen terug uit de dood om hun schuldgevoelens aan te wakkeren, waardoor de zussen hun zelfvertrouwen verliezen en het Boek der Schaduwen voor het grijpen ligt...                                                  |                |                                   |                    |                                            |                   |  |
| |                |                                   |                    |                                            |                   |  |
| 156 | 22             | Something Wicca This Way Goes...? | James L. Conway    | Rob Wright & Brad Kern                     | 22 mei 2005       |  |
| De zussen proberen Zankou's aandacht af te leiden van de Nexus en veranderen zichzelf in zijn belangrijkste doelwit. Hij bedenkt echter een plan om hun krachten te stelen, waardoor ze in een hoek gedreven worden. Zonder krachten zien de zussen maar een manier om Zankou te verslaan: hem met hen mee de dood in sleuren. |                |                                   |                    |                                            |                   |  |
| |                |                                   |                    |                                            |                   |  |

## Seizoen 8: 2005-2006
| Nr. in serie | Nr. in seizoen | Titel                          | Regisseur            | Schrijver                   | Uitzenddatum VS   |  |
| --- | -------------- | ------------------------------ | -------------------- | --------------------------- | ----------------- |  |
| 157 | 1              | Still Charmed & Kicking        | James L. Conway      | Brad Kern                   | 25 september 2005 |  |
| Nu de wereld denkt dat ze dood zijn, beginnen de Halliwells aan hun demonenvrije bestaan met nieuwe identiteiten. Phoebe heeft een visioen over een nakend huwelijk met Dex. Paige blijft maar Lichtgidsoproepen krijgen. Deze leiden haar naar een mysterieuze jonge heks. Piper balanceert financiële problemen in de club en haar kinderen. Ondertussen heeft een ambitieuze demon het gemunt op het landhuis van de zussen, waardoor Victors leven in gevaar komt. |                |                                |                      |                             |                   |  |
| |                |                                |                      |                             |                   |  |
| 158 | 2              | Malice in Wonderland           | Mel Damski           | Brad Kern                   | 2 oktober 2005    |  |
| Twee demonen vermoeden dat de Charmed Ones nog leven en proberen hen uit hun schuilplaats te lokken door tieners gek te maken met het sprookje van Alice in Wonderland als inspiratie. Ondertussen overweegt Paige een carrière bij de politie en probeert Billie de demonen te bevechten. |                |                                |                      |                             |                   |  |
| |                |                                |                      |                             |                   |  |
| 159 | 3              | Run, Piper, Run                | Derek Johansen       | Cameron Litvack             | 9 oktober 2005    |  |
| Na een sollicitatiegesprek blijkt Pipers nieuwe identiteit een voortvluchtige te zijn. Met Piper in de gevangenis proberen Phoebe en Paige de echte crimineel op te sporen, maar dan blijkt dat zij onschuldig is. Phoebe krijgt een visioen van een aardbeving en probeert de voorkomen dat deze de tentoonstelling van Dex ruïneert. Ondertussen probeert Leo om Billie les te geven over de geschiedenis van magie. |                |                                |                      |                             |                   |  |
| |                |                                |                      |                             |                   |  |
| 160 | 4              | Desperate Housewitches         | Jon Paré             | Jeannine Renshaw            | 16 oktober 2005   |  |
| Piper gaat de strijd aan met een andere moeder van Wyatts klas om de mooiste kostuums te maken voor het schooltoneel. Pipers vermoedens worden bevestigd wanneer blijkt dat de moeder bezeten is door een demon die Wyatt wil gebruiken voor een duister ritueel. Ondertussen ziet Paige Dex met een andere vrouw, en kan het ondanks Phoebes bezwaren niet laten om zich te moeien. |                |                                |                      |                             |                   |  |
| |                |                                |                      |                             |                   |  |
| 161 | 5              | Rewitched                      | John T. Kretchmer    | Rob Wright                  | 23 oktober 2005   |  |
| Billie brengt het nieuwe leven van de Charmed Ones in gevaar wanneer agent Murphy ziet dat ze haar krachten gebruikt om een onschuldige te redden. Hierdoor kan Phoebe haar geplande weekendje uit met Dex vergeten. Billie wil zich verontschuldigen en voert een spreuk uit die onverwachte gevolgen heeft. |                |                                |                      |                             |                   |  |
| |                |                                |                      |                             |                   |  |
| 162 | 6              | Kill Billie Vol. 1             | Michael Grossman     | Elizabeth Hunter            | 30 oktober 2005   |  |
| De pers wil te weten komen waarom de zussen met Binnenlandse Veiligheid samenwerkten en laat de zussen maar niet rust. Paige vraagt de Ouderen om raad. Ondertussen probeert Billie een demon aan te pakken die nare herinneringen uit haar kindertijd naar boven brengt. |                |                                |                      |                             |                   |  |
| |                |                                |                      |                             |                   |  |
| 163 | 7              | The Lost Picture Show          | Jonathan West        | Doug E. Jones & Andy Reaser | 6 november 2005   |  |
| Paige wil terug een sociaal werkster worden, maar de terugkeer van haar biologische vader Sam steekt daar een stokje voor. Hij wil hulp wanneer een van zijn oude, verdwenen protegés na jaren plots terug opduikt zonder een dag ouder te zijn geworden. Ondertussen bezoeken Piper en Leo een magische huwelijkstherapeut die hen adviseert om eens in elkaars schoenen te staan en denkt Phoebe erover na om een alleenstaande moeder te worden. |                |                                |                      |                             |                   |  |
| |                |                                |                      |                             |                   |  |
| 164 | 8              | Battle of the Hexes            | LeVar Burton         | Jeannine Renshaw            | 13 november 2005  |  |
| Agent Murphy vraagt de zussen om hulp bij Binnenlandse Veiligheid. Bij het doorzoeken van oude dozen ontdekt Billie een riem die haar verandert in een feministische superheld. Ondertussen zoeken Piper en Leo een band om P3 weer op de kaart te zetten en ontmoet Paige een knappe man, die de reclasseringsambtenaar van haar nieuwe protegé is. |                |                                |                      |                             |                   |  |
| |                |                                |                      |                             |                   |  |
| 165 | 9              | Hulkus Pocus                   | Joel J. Feigenbaum   | Liz Sagal                   | 20 november 2005  |  |
| Wanneer een demon ontsnapt uit zijn gevangenis vraagt agent Murphy de zussen om hulp. Zij ontdekken dat de regering experimenteerde op demonen en zo een virus creëerde dat alle magische wezens doet muteren. Bij een gevecht raakt Billie geïnfecteerd en de zussen racen tegen de klok om een tegengif te vinden. |                |                                |                      |                             |                   |  |
| |                |                                |                      |                             |                   |  |
| 166 | 10             | Vaya Con Leos                  | Janice Cooke Leonard | Cameron Litvack             | 27 november 2005  |  |
| De Engel des Doods brengt de zussen een bezoek en heeft droevig nieuws: hij is hier voor Leo. Piper probeert te voorkomen dat hij Leo kan meenemen en voert een spreuk uit die elke man ter wereld verandert in Leo. Met de gewonnen tijd vraagt Piper de Ouderen en de Avatars om raad. Billie blijft ondertussen zoeken naar antwoorden over de ontvoering van haar zus. |                |                                |                      |                             |                   |  |
| |                |                                |                      |                             |                   |  |
| 167 | 11             | Mr. & Mrs. Witch               | James L. Conway      | Rob Wright                  | 8 januari 2006    |  |
| Billie vermoedt dat de ontvoering van haar zus te maken heeft met een demonisch complot. Ze zoekt contact op met slachtoffers van magische ontvoeringen, waaronder Dalvos, een machtige zakenman die gestuurd wordt door een demon. Wanneer Billies eigenaardige ouders een bezoek brengen, wordt de stress Billie te veel en verandert ze haar ouders per ongeluk in huurmoordenaars met haar nieuwe kracht: projectie. Ondertussen probeert Piper verder te gaan met haar leven zonder Leo, heeft Phoebe het moeilijk om het juiste advies te geven en groeit Paige steeds dichter naar Henry toe.                             |                |                                |                      |                             |                   |  |
| |                |                                |                      |                             |                   |  |
| 168 | 12             | Payback's a Witch              | Mel Damski           | Brad Kern                   | 15 januari 2006   |  |
| Paige en Henry helpen Nick, een voorwaardelijke vrijgelaten crimineel, om een lening te krijgen bij de bank. Wanneer de bank de lening weigert, gijzelt Nick het personeel en alle aanwezigen. De situatie wordt lastig wanneer een bezitsdemon zich moeit om wraak te nemen op Billie, waardoor Paige en Billie een oplossing zonder magie moeten bedenken. Ondertussen verandert Wyatt zijn speelgoedfiguren in echte mensen, wat voor opschudding zorgt op zijn verjaardagsfeestje. |                |                                |                      |                             |                   |  |
| |                |                                |                      |                             |                   |  |
| 169 | 13             | Repo Manor                     | Derek Johansen       | Doug E. Jones               | 22 januari 2006   |  |
| Phoebe verhuist naar haar eigen appartement terwijl Piper het nog steeds moeilijk heeft zonder Leo. Terwijl Paige plant om Henry te vertellen over haar magische ik, zetten vier demonen hun plan in werking om wraak te nemen op de demon die hen jarenlang als slaaf gebruikt heeft. Ze nemen een voor een de plaats in van een van de zussen en zetten de echte zussen gevangen in het magische poppenhuis om zo de Kracht van Drie te kunnen bemachtigen. Billie, die naargeestig blijft zoeken naar haar zus, is de enige hoop van de zussen.                                                                               |                |                                |                      |                             |                   |  |
| |                |                                |                      |                             |                   |  |
| 170 | 14             | 12 Angry Zen                   | Jon Paré             | Cameron Litvack             | 12 februari 2006  |  |
| Bij het zoeken naar informatie over Leo door middel van wichelarij, onderschept Piper een boodschap van de monnik Lo Pan. Hij is de bewaker van de boeddhistische staf die de magische kracht van beïnvloeding bevat. Terwijl Piper de staf beschermt tegen op macht beluste demonen, geeft Phoebe een house warming party en is Paige gefocust op Henry. Ondertussen leert Lo Pan Billie om te gaan met haar nieuwe kracht, die de sleutel blijkt te zijn tot het vinden van haar zus. |                |                                |                      |                             |                   |  |
| |                |                                |                      |                             |                   |  |
| 171 | 15             | The Last Temptation of Christy | John T. Kretchmer    | Liz Sagal & Rick Muirragi   | 19 februari 2006  |  |
| Paige leert hoe moeilijk het is om een relatie te hebben met een sterfelijke man wanneer Henry in de magische wereld belandt doordat een magische man, Simon Marks, eropuit is om haar hart te veroveren. Piper komt haar ex Greg tegen terwijl Phoebe en Billie proberen om Billies zus Christy kennis te laten maken met de beschaafde wereld. De demonen die Christy gevangenhielden zijn echter niet van plan haar zomaar op te geven. |                |                                |                      |                             |                   |  |
| |                |                                |                      |                             |                   |  |
| 172 | 16             | Engaged and Confused           | Stuart Gillard       | Jeannine Renshaw            | 26 februari 2006  |  |
| Piper organiseert een verlovingsfeest voor Paige en Henry, maar het koppel begint terug te deinzen. Phoebe ontdekt dat ze gevolgd wordt door een mysterieuze man die een Cupido blijkt te zijn, gestuurd door de Ouderen om haar te helpen bij het vinden van de liefde. Xar, een demon die verbannen werd uit The Triad, laat de zussen weten dat The Triad terug is en ontvoert Christy om hen met The Triad te laten afrekenen. |                |                                |                      |                             |                   |  |
| |                |                                |                      |                             |                   |  |
| 173 | 17             | Generation Hex                 | Michael Grossman     | Rob Wright                  | 16 april 2006     |  |
| Paige en Henry gaan op huwelijksreis terwijl Phoebe en Coop in haar verleden duiken om te zien waar de blokkade rond haar hart vandaan komt. Ondertussen moet Piper twee studenten van de Magieschool beschermen wanneer twee demonen waarop de studenten oefenden ontsnappen en uit zijn op wraak. Christy stemt ermee in om haar ouders te ontmoeten zodat ze Billie weg kan houden bij de zussen. Candor, de laatste overlevende van The Triad, is bezorgd dat Christy haar doel vergeten is. |                |                                |                      |                             |                   |  |
| |                |                                |                      |                             |                   |  |
| 174 | 18             | The Torn Identity              | LeVar Burton         | Andy Reaser                 | 23 april 2006     |  |
| Coop probeert de perfecte match voor Phoebe te vinden, maar ze moet een keuze maken tussen een magische of sterfelijke man. Net wanneer zij kiest voor een sterfelijke man, beseft Coop dat hij verliefd op Phoebe is geworden. Paige heeft het moeilijk om een balans te vinden tussen al haar verplichtingen. Piper maakt jacht op de demonen die de ouders van Billie en Christy vermoordt hebben om hen te ondervragen over de Ultieme Macht. Christy doet er echter alles aan om te voorkomen dat haar ware plan ontdekt wordt en gebruikt een aanvaring met Piper om Billie ervan te overtuigen dat de zussen slecht zijn. |                |                                |                      |                             |                   |  |
| |                |                                |                      |                             |                   |  |
| 175 | 19             | The Jung and the Restless      | Derek Johansen       | Cameron Litvack             | 30 april 2006     |  |
| Na een mislukte verzoeningspoging begint Phoebe in te zien dat Billie en Christy weleens de Ultieme Macht zouden kunnen zijn, tot vreugde van Piper, die een plan wil bedenken om hen uit te schakelen. Paige moet haar protegé Mikelle beschermen tegen Darklighters, maar dit wordt bemoeilijkt wanneer Christy en Billie de zussen gevangen zetten in een droomwereld om te ontdekken wat hun ware verlangens zijn. |                |                                |                      |                             |                   |  |
| |                |                                |                      |                             |                   |  |
| 176 | 20             | Gone with the Witches          | Jonathan West        | Jeannine Renshaw            | 7 mei 2006        |  |
| Ervan overtuigd dat de zussen vroeg of laat de kwade kant opgaan, zetten Billie en Christy alles op alles om hun reputatie bij de magische gemeenschap te verpesten. Ze gebruiken Billies kennis over de geschiedenis van de zussen om ervoor te zorgen dat ze niet beschikbaar zijn wanneer de magische gemeenschap hen het hardst nodig heeft. Phoebe wordt geïnfecteerd met de zonde Lust, Paige gaat obsessief op zoek naar interne verlichting, en Piper verandert in de perfecte huisvrouw uit de jaren 50. |                |                                |                      |                             |                   |  |
| |                |                                |                      |                             |                   |  |
| 177 | 21             | Kill Billie Vol. 2             | Jon Paré             | Brad Kern                   | 14 mei 2006       |  |
| De Charmed Ones moeten zich verstoppen in de Onderwereld nu iedereen zich tegen hen heeft gekeerd. Om zichzelf te kunnen redden, werken ze samen met twee demonen die hen overtuigen om De Leegte in zich op te nemen. Met hulp van Wyatt voeren Billie en Christy echter hetzelfde plan uit, waardoor er een machtige strijd ontstaat op leven en dood met desastreuze gevolgen voor beide partijen. |                |                                |                      |                             |                   |  |
| |                |                                |                      |                             |                   |  |
| 178 | 22             | Forever Charmed                | James L. Conway      | Brad Kern                   | 21 mei 2006       |  |
| Na de dood van hun zussen, gaan Piper en Billie elk op zoek naar een manier om in de tijd te reizen en de dodelijke strijd te voorkomen. Na een emotionele hereniging met Leo, gebruikt Piper Coops ring en roept ze de hulp in van haar moeder en grootmoeder, terwijl Billie haar projectiekracht gebruikt. Na het redden van hun zussen keert Billie zich tegen haar zus en voegt zich bij de Halliwells om Christy te stoppen. De zussen krijgen eveneens een idee over wat de toekomst voor hen in petto heeft. |                |                                |                      |                             |                   |  |
| |                |                                |                      |                             |                   |  |